# Nicki Minaj/Auszeichnungen für Musikverkäufe

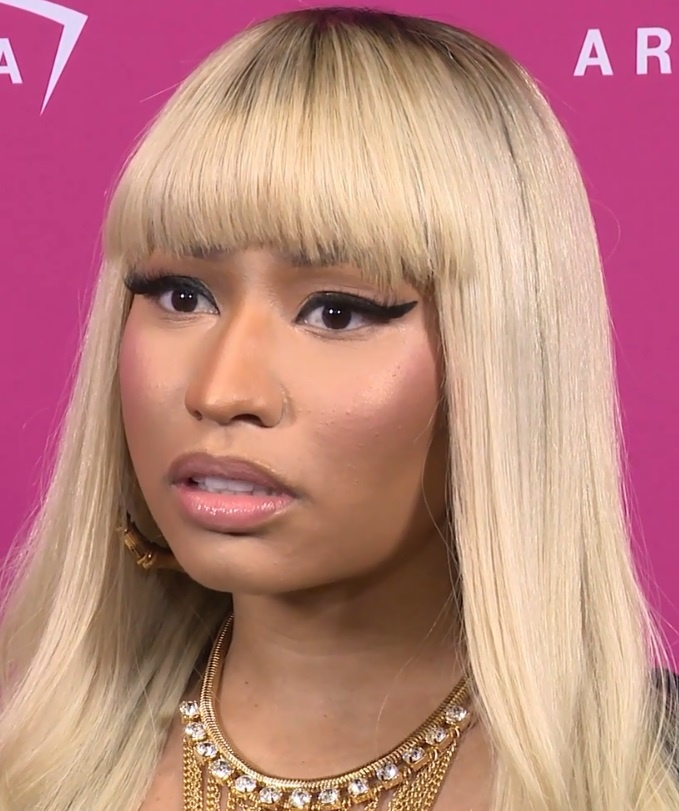
Nicki Minaj, 2016

Dies ist eine Übersicht über die Auszeichnungen für Musikverkäufe der aus Trinidad und Tobago stammenden und in den Vereinigten Staaten lebenden Rapperin und R&B-Sängerin Nicki Minaj. Die Auszeichnungen finden sich nach ihrer Art (Gold, Platin usw.), nach Staaten getrennt in chronologischer Reihenfolge, geordnet sowie nach den Tonträgern selbst, ebenfalls in chronologischer Reihenfolge, getrennt nach Medium (Alben, Singles usw.), wieder.

## Auszeichnungen
| - Vereinigtes Königreich - 2013: für die Single Check It Out - 2019: für die Single Flawless (Remix) - 2019: für die Single Make Me Proud - 2019: für die Single Do You Mind - 2020: für die Single Love More - 2020: für die Single Touchin, Lovin - 2021: für die Single The Night Is Still Young - 2021: für die Single Hot Girl Summer - 2021: für die Single High School - 2022: für die Single Bottoms Up - 2022: für die Single Barbie Dreams - 2023: für die Single No Frauds - 2023: für die Single Good Form - 2023: für das Lied Dark Fantasy - 2024: für die Single Princess Diana (Remix) - 2024: für die Single Your Love - 2024: für die Single Tusa - 2025: für die Single 2012 (It Ain't the End) - 2025: für die Single Megatron - 2025: für die Single Boyz - 2025: für das Lied Up All Night - Australien - 2016: für die Single Don’t Hurt Me - 2021: für die Single Flawless (Remix) - 2023: für die Single The Light is Coming - 2024: für die Single Megatron - 2024: für die Single Red Ruby da Sleeze - 2024: für die Single Rich Sex - 2024: für die Single Stupid Hoe - 2024: für die Single Yikes - 2024: für das Lied Majesty - 2024: für das Album Queen - 2024: für das Lied Up All Night - 2024: für die Single Beez in the Trap - 2024: für die Single Did It on ’Em - 2024: für die Single Black Barbies - 2024: für die Single Roman’s Revenge - Belgien - 2011: für die Single Where Them Girls At - 2012: für die Single Girl on Fire - 2012: für die Single Starships - 2016: für die Single Side to Side - 2020: für die Single Tusa - Brasilien - 2020: für die Single Do You Mind - 2023: für das Lied Bad to You - 2024: für die Single Kissing Strangers - 2024: für die Single Moment 4 Life - 2024: für die Single Va Va Voom - 2024: für die Single The Boys - 2024: für das Lied Majesty - 2024: für die Single Pills n Potions - 2024: für die Single Beez in the Trap - 2024: für die Single Barbie Tingz - 2024: für die Single Alone - 2024: für das Lied Familia - 2024: für die Single Yikes - 2024: für die Single Barbie Dreams - 2024: für die Single No Frauds - 2024: für die Single Throw Sum Mo - 2024: für das Album Pink Friday 2 - Dänemark - 2012: für das Streaming Pound the Alarm - 2012: für die Single Starships - 2019: für die Single Fefe - 2019: für die Single Run Up - 2021: für die Single Woman Like Me - 2022: für die Single Anaconda - 2022: für die Single MotorSport - 2023: für die Single Swish Swish - 2024: für das Album Pink Friday: Roman Reloaded - 2024: für die Single Barbie World - 2025: für die Single Super Freaky Girl - Deutschland - 2017: für die Single Turn Me On - 2017: für die Single Run Up - 2020: für die Single Swish Swish - 2022: für die Single Tusa - 2023: für die Single Beauty and a Beat - 2023: für die Single Super Bass - 2023: für die Single Anaconda - Frankreich - 2018: für die Single Swish Swish - 2020: für die Single MotorSport - 2020: für die Single Goodbye - 2022: für das Album Queen - 2023: für die Single Barbie World - Italien - 2012: für die Single Turn Me On - 2016: für die Single Anaconda - 2016: für die Single Back Together - 2017: für die Single Swish Swish - 2018: für die Single Fefe - 2019: für die Single MotorSport - 2019: für die Single Goodbye - 2023: für die Single Barbie World - 2024: für die Single Super Freaky Girl - 2024: für die Single Super Bass - Japan - 2014: für die Single Super Bass (Digital) - 2017: für die Single Bang Bang (Digital) - 2022: für die Single Beauty and a Beat (Digital) - 2023: für das Streaming Bang Bang - Kanada - 2017: für die Single Rake It Up - 2017: für die Single No Frauds - 2018: für die Single Chun-Li - 2018: für die Single Big Bank - 2019: für die Single Do You Mind - 2019: für die Single Woman Like Me - 2019: für die Single Megatron - 2019: für die Single You Da Baddest - 2023: für die Single Alone - Mexiko - 2013: für die Single Where Them Girls At - 2019: für die Single Woman Like Me - Neuseeland - 2010: für die Single 2012 (It Ain't the End) - 2012: für die Single Pound the Alarm - 2015: für die Single Love More - 2016: für die Single Letting Go (Dutty Love) - 2018: für das Lied Boo’d Up (Remix) - 2018: für die Single Don’t Hurt Me - 2019: für die Single Goodbye - 2023: für die Single Barbie World - 2023: für die Single Tusa - 2024: für das Album Pink Friday 2 - Norwegen - 2015: für die Single Anaconda - 2018: für die Single Fefe - 2020: für die Single Swish Swish - 2020: für die Single Woman Like Me - 2020: für die Single No Broken Hearts - Österreich - 2011: für die Single Where Them Girls At - 2012: für die Single Turn Me On - 2015: für die Single Hey Mama - 2023: für die Single Goodbye - Philippinen - 2012: für das Album Pink Friday - Polen - 2013: für das Album Pink Friday: Roman Reloaded - 2015: für das Album The Pinkprint - 2015: für die Single Bitch I’m Madonna - 2019: für die Single Goodbye - 2023: für die Single Plain Jane (Remix) - 2024: für die Single Alone - 2024: für die Single Barbie World - 2024: für die Single Tukoh Taka - Schweden - 2011: für die Single Where Them Girls At - 2013: für das Album Pink Friday: Roman Reloaded - 2014: für die Single Anaconda - 2015: für das Album The Pinkprint - 2015: für die Single The Night Is Still Young - Schweiz - 2022: für die Single Woman Like Me - Spanien - 2011: für die Single Where Them Girls At - 2023: für die Single Goodbye - 2024: für die Single Swish Swish - 2024: für die Single Beauty and a Beat - 2024: für die Single Krippy Kush (Remix) - 2024: für die Single Fefe - Südafrika - 2023: für die Single Barbie World - Ungarn - 2024: für die Single Side to Side - 2024: für die Single Bang Bang - Vereinigte Staaten - 2011: für die Single Right Thru Me - 2011: für die Single Knockout - 2011: für die Single 2012 (It Ain’t the End) - 2012: für die Single Did It on ’Em - 2012: für die Single Give Me All Your Luvin’ - 2012: für die Single Tapout - 2013: für das Lied I Luv dem Strippers - 2013: für die Single Girl on Fire - 2014: für die Single You the Boss - 2018: für die Single Barbie Tingz - 2018: für die Single Bed - 2018: für die Single Barbie Dreams - 2019: für das Lied Bad for You - 2019: für die Single Anybody - 2019: für das Lied Mama - 2019: für die Single I’m Out - 2020: für die Single Freaks - 2020: für das Lied Dark Fantasy - 2021: für die Single Make Love - 2021: für die Single Wobble Up - 2022: für die Single Don’t Hurt Me - 2022: für die Single Do We Have a Problem? - 2022: für die Single Up Out My Face (Remix) - 2022: für die Single Goodbye - 2024: für die Single Blick Blick - 2024: für die Single Out of My Mind - 2025: für die Single I Wanna Be with You - Vereinigtes Königreich - 2015: für die Single Girl on Fire - 2017: für die Single BedRock - 2020: für das Album Queen - 2020: für die Single Fefe - 2020: für die Single MotorSport - 2021: für die Single Goodbye - 2021: für die Single Truffle Butter - 2022: für die Single Bed - 2022: für die Single Feeling Myself - 2023: für die Single Chun-Li - 2023: für die Single Ball for Me - 2023: für die Single Va Va Voom - 2023: für das Album Queen Radio: Volume 1 - 2024: für die Single Fly - 2024: für die Single Barbie World - 2025: für die Single Pills n Potions - 2025: für das Album Pink Friday 2 | - Australien - 2012: für das Album Pink Friday - 2017: für die Single Run Up - 2018: für die Single MotorSport - 2018: für die Single She Came to Give It to You - 2019: für die Single Woman Like Me - 2019: für die Single Love More - 2019: für die Single Goodbye - 2023: für die Single Barbie World - 2024: für die Single Barbie Dreams - 2024: für die Single Barbie Tingz - 2024: für die Single Your Love - 2024: für die Single Good Form - 2024: für die Single Bed - 2024: für die Single Right by My Side - 2024: für die Single Truffle Butter - 2024: für die Single High School - 2024: für das Album Pink Friday: Roman Reloaded – The Re-Up - 2024: für das Album The Pinkprint - 2024: für die Single Make Me Proud - 2024: für die Single The Night Is Still Young - 2024: für die Single No Frauds - Belgien - 2017: für die Single Swalla - Brasilien - 2023: für die Single Fefe - 2023: für die Single The Light is Coming - 2024: für die Single Good Form - 2024: für die Single MotorSport - 2024: für die Single Ball for Me - 2024: für die Single Bed - 2024: für die Single Pound the Alarm - 2024: für die Single Fly - 2024: für die Single Feeling Myself - 2024: für die Single Megatron - 2024: für die Single Chun-Li - 2024: für die Single The Night Is Still Young - 2024: für die Single Only - 2024: für die Single Right by My Side - 2024: für das Lied Runnin - Dänemark - 2012: für das Streaming Turn Me On - 2012: für das Streaming Where Them Girls At - 2013: für das Streaming Beauty and a Beat - 2014: für das Streaming Bang Bang - 2015: für die Single Hey Mama - 2018: für die Single Side to Side - 2018: für die Single Swalla - 2022: für die Single All Eyes On You - 2024: für das Album The Pinkprint - 2025: für die Single Super Bass - Deutschland - 2016: für die Single Hey Mama - 2019: für die Single Bang Bang - 2020: für die Single Side to Side - 2020: für die Single Starships - Frankreich - 2017: für die Single Run Up - 2018: für die Single Side to Side - 2021: für die Single Fefe - Irland - 2012: für das Album Pink Friday: Roman Reloaded - Italien - 2012: für die Single Where Them Girls At - 2012: für die Single Give Me All Your Luvin’ - 2014: für die Single Starships - 2017: für die Single Run Up - 2017: für die Single Kissing Strangers - 2024: für die Single Beauty and a Beat - Japan - 2014: für die Single Starships (Digital) - Kanada - 2017: für die Single Swish Swish - 2018: für die Single Fefe - 2018: für die Single Bed - 2021: für die Single Tusa - 2023: für die Single Barbie World - 2023: für die Single Princess Diana (Remix) - 2023: für die Single Goodbye - Mexiko - 2012: für die Single Beauty and a Beat - 2013: für die Single Turn Me On - Neuseeland - 2012: für die Single Turn Me On - 2012: für die Single 2012 (It Ain't the End) - 2015: für die Single Anaconda - 2016: für die Single Fly - 2017: für die Single Run Up - 2019: für die Single MotorSport - 2020: für das Album Pink Friday: Roman Reloaded – The Re-Up - 2020: für die Single Only - 2020: für die Single All Eyes On You - 2020: für die Single Do You Mind - 2020: für die Single Rake It Up - 2020: für die Single Ball for Me - 2020: für die Single Big Bank - 2020: für die Single Woman Like Me - 2021: für die Single Hot Girl Summer - 2022: für die Single Pills n Potions - 2022: für die Single Bed - 2022: für die Single Monster - 2022: für die Single Chun-Li - 2022: für die Single Dip (Remix) - 2022: für die Single Moment 4 Life - 2023: für die Single Super Freaky Girl - 2023: für die Single Feeling Myself - 2023: für die Single Truffle Butter - 2024: für die Single Bottoms Up - 2024: für die Single Bed of Lies - 2024: für die Single Swish Swish - 2024: für die Single Touchin, Lovin - 2025: für die Single Barbie Dreams - Niederlande - 2015: für die Single Hey Mama - 2018: für die Single Fefe - Norwegen - 2013: für die Single Beauty and a Beat - 2015: für die Single Bed of Lies - 2015: für die Single Pound the Alarm - Österreich - 2024: für die Single Side to Side - Polen - 2019: für die Single Woman Like Me - 2020: für die Single Tusa - 2021: für die Single No Broken Hearts - 2021: für die Single Hey Mama - 2023: für die Single Swish Swish - 2023: für die Single Super Freaky Girl - Portugal - 2020: für die Single Bang Bang - Schweden - 2013: für die Single Girl on Fire - 2018: für die Single Fefe - Schweiz - 2012: für die Single Where Them Girls At - 2012: für die Single Starships - 2013: für die Single Girl on Fire - 2015: für die Single Hey Mama - 2022: für die Single Side to Side - Spanien - 2014: für das Streaming Bang Bang - 2016: für die Single Hey Mama - 2024: für die Single Starships - 2025: für die Single Girl on Fire - Vereinigte Staaten - 2011: für die Single Your Love - 2011: für die Single Moment 4 Life - 2011: für die Single Where Them Girls At - 2012: für die Single Letting Go (Dutty Love) - 2012: für die Single Make Me Proud - 2012: für die Single Fly - 2015: für die Single The Night Is Still Young - 2018: für die Single Swish Swish - 2018: für das Lied Up All Night - 2018: für die Single Chun-Li - 2019: für das Album Queen - 2020: für die Single Idol - 2020: für die Single Touchin, Lovin - 2020: für die Single Trollz - 2021: für die Single You Da Baddest - 2022: für die Single Megatron - 2022: für die Single Yikes - 2024: für die Single Princess Diana (Remix) - 2024: für die Single Lil’ Freak - 2024: für die Single Red Ruby da Sleeze - 2024: für das Album Pink Friday 2 - 2024: für das Lied FTCU - 2024: für die Single Stupid Hoe - 2025: für die Single Take It to the Head - Vereinigtes Königreich - 2012: für das Album Pink Friday - 2016: für das Album Pink Friday: Roman Reloaded - 2017: für die Single Hey Mama - 2018: für die Single Turn Me On - 2021: für die Single Swish Swish - 2021: für die Single Pound the Alarm - 2021: für die Single Beauty and a Beat - 2023: für die Single Moment 4 Life - 2023: für die Single Anaconda - 2023: für die Single Only - 2023: für die Single The Way Life Goes (Remix) - 2023: für die Single Super Freaky Girl - 2024: für die Single Run Up - 2024: für das Album The Pinkprint - 2025: für die Single Monster - 2025: für die Single All Eyes On You - Deutschland - 2022: für die Single Where Them Girls At - Mexiko - 2018: für die Single Fefe | - Australien - 2011: für die Single Where Them Girls At - 2015: für die Single Hey Mama - 2022: für die Single Do You Mind - 2023: für die Single Swish Swish - 2024: für die Single Ball for Me - 2024: für die Single Chun-Li - 2024: für die Single Pills n Potions - 2024: für die Single Va Va Voom - 2024: für die Single Feeling Myself - 2024: für die Single Fly - 2024: für die Single Bed of Lies - 2024: für die Single Moment 4 Life - Belgien - 2016: für die Single Hey Mama - Brasilien - 2024: für die Single Bitch I’m Madonna - 2025: für das Album The Pinkprint - Dänemark - 2012: für das Streaming Starships - 2025: für die Single Bang Bang - Deutschland - 2020: für die Single Swalla - Italien - 2016: für die Single Bang Bang - 2018: für die Single Side to Side - 2020: für die Single Tusa - Kanada - 2022: für das Album Queen - 2022: für das Album The Pinkprint - 2024: für die Single Hot Girl Summer - Neuseeland - 2019: für das Album Pink Friday - 2023: für das Album The Pinkprint - 2023: für die Single Fefe - 2023: für die Single Hey Mama - 2024: für die Single Where Them Girls At - 2025: für das Album Queen Radio: Volume 1 - Norwegen - 2015: für die Single Super Bass - 2020: für die Single Hey Mama - Österreich - 2023: für die Single Swalla - Peru - 2020: für die Single Tusa - Polen - 2023: für die Single Swalla - Portugal - 2020: für die Single Side to Side - 2022: für die Single Swalla - Schweden - 2015: für die Single Hey Mama - 2015: für die Single Bed of Lies - Schweiz - 2012: für die Single Turn Me On - Spanien - 2024: für die Single Bang Bang - 2025: für die Single Side to Side - Vereinigte Staaten - 2012: für die Single Turn Me On - 2014: für die Single Anaconda - 2016: für das Album The Pinkprint - 2017: für die Single Down In The DM (Remix) - 2017: für die Single All Eyes On You - 2017: für die Single Feeling Myself - 2018: für die Single Swalla - 2019: für die Single Love More - 2021: für die Single Hot Girl Summer - 2022: für die Single High School - 2023: für die Single Super Freaky Girl - 2023: für die Single Va Va Voom - 2024: für die Single Right by My Side - 2024: für die Single Pound the Alarm - Vereinigtes Königreich - 2020: für die Single Swalla - 2023: für die Single Woman Like Me - 2023: für die Single Where Them Girls At - Australien - 2012: für die Single Turn Me On - 2019: für die Single Swalla - 2024: für die Single Only - 2024: für die Single Pound the Alarm - Brasilien - 2024: für die Single Give Me All Your Luvin’ - 2024: für die Single Super Bass - Ecuador - 2020: für die Single Tusa - Italien - 2017: für die Single Swalla - 2019: für die Single Hey Mama - Kanada - 2012: für die Single Turn Me On - 2013: für die Single Beauty and a Beat - 2017: für die Single Hey Mama - 2018: für die Single MotorSport - Mexiko - 2023: für die Single Girl on Fire - Neuseeland - 2021: für die Single Swalla - 2023: für die Single Girl on Fire - 2024: für die Single Beauty and a Beat - Niederlande - 2017: für die Single Swalla - Norwegen - 2015: für die Single Starships - 2020: für die Single Side to Side - Schweden - 2013: für die Single Starships - 2022: für die Single Side to Side - Spanien - 2017: für die Single Swalla - Uruguay - 2022: für die Single Tusa - Vereinigte Staaten - 2011: für die Single BedRock - 2015: für die Single Only - 2016: für das Album Pink Friday - 2022: für die Single Monster - 2022: für die Single My Chick Bad - 2023: für die Single Ball For Me - 2023: für die Single Throw Sum Mo - 2023: für die Single Beez in the Trap - Vereinigtes Königreich - 2022: für die Single Bang Bang - 2025: für die Single Super Bass - 2025: für die Single Side to Side - Mexiko - 2022: für die Single Tusa - Argentinien - 2022: für die Single Tusa - Australien - 2024: für die Single Anaconda - 2024: für die Single Super Freaky Girl - Chile - 2020: für die Single Tusa - Kanada - 2021: für die Single Ball for Me - Neuseeland - 2023: für die Single Bang Bang - 2023: für die Single Side to Side - 2024: für die Single Super Bass - Norwegen - 2020: für die Single Bang Bang - Polen - 2020: für die Single Side to Side - 2021: für die Single Bang Bang - Portugal - 2023: für die Single Tusa - Schweden - 2022: für die Single Bang Bang - Vereinigte Staaten - 2016: für die Single Bottoms Up - 2019: für die Single Dance (A$$) - 2020: für die Single Beauty and a Beat - 2023: für die Single Hey Mama - 2024: für das Album Pink Friday: Roman Reloaded - 2025: für die Single Do You Mind - Vereinigtes Königreich - 2025: für die Single Starships - Australien - 2021: für die Single Bang Bang - Neuseeland - 2025: für die Single Starships - Vereinigte Staaten - 2021: für die Single Plain Jane (Remix) - 2023: für die Single Big Bank - 2024: für die Single Rake It Up - Australien - 2021: für die Single Girl on Fire - Kanada - 2021: für die Single Bang Bang - 2023: für die Single Swalla - Vereinigte Staaten - 2021: für die Single Side to Side - 2022: für die Single MotorSport - Australien - 2023: für die Single Side to Side - 2024: für die Single Beauty and a Beat - Kanada - 2025: für die Single Side to Side - Vereinigte Staaten - 2019: für die Single Fefe - Spanien - 2021: für die Single Tusa - Australien - 2024: für die Single Super Bass - Australien - 2024: für die Single Starships - Vereinigte Staaten - 2024: für die Single Super Bass - Vereinigte Staaten - 2021: für die Single Tusa (Latin) - Brasilien - 2018: für die Single Swish Swish - 2020: für die Single Woman Like Me - 2022: für die Single Swalla - 2024: für die Single Beauty and a Beat - 2024: für die Single Anaconda - 2024: für die Single Starships - Frankreich - 2017: für die Single Swalla - 2020: für die Single Tusa - Vereinigte Staaten - 2024: für die Single Bang Bang - 2024: für die Single Starships - Zentralamerika - 2022: für die Single Tusa - Brasilien - 2023: für die Single Side to Side - 2024: für die Single Bang Bang - 2024: für die Single Tusa - Kolumbien - 2021: für die Single Tusa - Mexiko - 2022: für die Single Tusa |

## Auszeichnungen nach Alben

### Pink Friday
| Land/Region                  | Auszeichnungen für Musikverkäufe (Land/Region, Auszeichnung, Verkäufe) | Verkäufe  |
| ---------------------------- | ---------------------------------------------------------------------- | --------- |
| Australien (ARIA)            | Platin                                                                 | 70.000    |
| Neuseeland (RMNZ)            | 2× Platin                                                              | 30.000    |
| Philippinen (PARI)           | Gold                                                                   | 7.500     |
| Vereinigte Staaten (RIAA)    | 3× Platin                                                              | 3.000.000 |
| Vereinigtes Königreich (BPI) | Platin                                                                 | 300.000   |
| Insgesamt                    | 1× Gold · 7× Platin ·                                                  | 3.407.500 |

### Pink Friday: Roman Reloaded
| Land/Region                  | Auszeichnungen für Musikverkäufe (Land/Region, Auszeichnung, Verkäufe) | Verkäufe  |
| ---------------------------- | ---------------------------------------------------------------------- | --------- |
| Dänemark (IFPI)              | Gold                                                                   | 10.000    |
| Irland (IRMA)                | Platin                                                                 | 15.000    |
| Polen (ZPAV)                 | Gold                                                                   | 10.000    |
| Schweden (IFPI)              | Gold                                                                   | 20.000    |
| Vereinigte Staaten (RIAA)    | 4× Platin                                                              | 4.000.000 |
| Vereinigtes Königreich (BPI) | Platin                                                                 | 300.000   |
| Insgesamt                    | 3× Gold · 6× Platin ·                                                  | 4.355.000 |

### Pink Friday: Roman Reloaded – The Re-Up
| Land/Region       | Auszeichnungen für Musikverkäufe (Land/Region, Auszeichnung, Verkäufe) | Verkäufe |
| ----------------- | ---------------------------------------------------------------------- | -------- |
| Australien (ARIA) | Platin                                                                 | 70.000   |
| Neuseeland (RMNZ) | Platin                                                                 | 15.000   |
| Insgesamt         | 2× Platin ·                                                            | 85.000   |

### The Pinkprint
| Land/Region                  | Auszeichnungen für Musikverkäufe (Land/Region, Auszeichnung, Verkäufe) | Verkäufe  |
| ---------------------------- | ---------------------------------------------------------------------- | --------- |
| Australien (ARIA)            | Platin                                                                 | 70.000    |
| Brasilien (PMB)              | 2× Platin                                                              | 80.000    |
| Dänemark (IFPI)              | Platin                                                                 | 20.000    |
| Kanada (MC)                  | 2× Platin                                                              | 160.000   |
| Neuseeland (RMNZ)            | 2× Platin                                                              | 30.000    |
| Polen (ZPAV)                 | Gold                                                                   | 10.000    |
| Schweden (IFPI)              | Gold                                                                   | 20.000    |
| Vereinigte Staaten (RIAA)    | 2× Platin                                                              | 2.000.000 |
| Vereinigtes Königreich (BPI) | Platin                                                                 | 300.000   |
| Insgesamt                    | 2× Gold · 11× Platin ·                                                 | 2.690.000 |

### Queen
| Land/Region                  | Auszeichnungen für Musikverkäufe (Land/Region, Auszeichnung, Verkäufe) | Verkäufe  |
| ---------------------------- | ---------------------------------------------------------------------- | --------- |
| Australien (ARIA)            | Gold                                                                   | 35.000    |
| Frankreich (SNEP)            | Gold                                                                   | 50.000    |
| Kanada (MC)                  | 2× Platin                                                              | 160.000   |
| Vereinigte Staaten (RIAA)    | Platin                                                                 | 1.000.000 |
| Vereinigtes Königreich (BPI) | Gold                                                                   | 100.000   |
| Insgesamt                    | 3× Gold · 3× Platin ·                                                  | 1.345.000 |

### Queen Radio: Volume 1
| Land/Region                  | Auszeichnungen für Musikverkäufe (Land/Region, Auszeichnung, Verkäufe) | Verkäufe |
| ---------------------------- | ---------------------------------------------------------------------- | -------- |
| Neuseeland (RMNZ)            | 2× Platin                                                              | 30.000   |
| Vereinigtes Königreich (BPI) | Gold                                                                   | 100.000  |
| Insgesamt                    | 1× Gold · 2× Platin ·                                                  | 130.000  |

### Pink Friday 2
| Land/Region                  | Auszeichnungen für Musikverkäufe (Land/Region, Auszeichnung, Verkäufe) | Verkäufe  |
| ---------------------------- | ---------------------------------------------------------------------- | --------- |
| Brasilien (PMB)              | Gold                                                                   | 20.000    |
| Neuseeland (RMNZ)            | Gold                                                                   | 7.500     |
| Vereinigte Staaten (RIAA)    | Platin                                                                 | 1.000.000 |
| Vereinigtes Königreich (BPI) | Gold                                                                   | 100.000   |
| Insgesamt                    | 3× Gold · 1× Platin ·                                                  | 1.127.500 |

## Auszeichnungen nach Singles

### BedRock
| Land/Region                  | Auszeichnungen für Musikverkäufe (Land/Region, Auszeichnung, Verkäufe) | Verkäufe  |
| ---------------------------- | ---------------------------------------------------------------------- | --------- |
| Vereinigte Staaten (RIAA)    | 3× Platin                                                              | 3.000.000 |
| Vereinigtes Königreich (BPI) | Gold                                                                   | 400.000   |
| Insgesamt                    | 1× Gold · 3× Platin ·                                                  | 3.400.000 |

### Knockout
| Land/Region               | Auszeichnungen für Musikverkäufe (Land/Region, Auszeichnung, Verkäufe) | Verkäufe |
| ------------------------- | ---------------------------------------------------------------------- | -------- |
| Vereinigte Staaten (RIAA) | Gold                                                                   | 500.000  |
| Insgesamt                 | 1× Gold ·                                                              | 500.000  |

### Up Out My Face (Remix)
| Land/Region               | Auszeichnungen für Musikverkäufe (Land/Region, Auszeichnung, Verkäufe) | Verkäufe |
| ------------------------- | ---------------------------------------------------------------------- | -------- |
| Vereinigte Staaten (RIAA) | Gold                                                                   | 500.000  |
| Insgesamt                 | 1× Gold ·                                                              | 500.000  |

### My Chick Bad
| Land/Region               | Auszeichnungen für Musikverkäufe (Land/Region, Auszeichnung, Verkäufe) | Verkäufe  |
| ------------------------- | ---------------------------------------------------------------------- | --------- |
| Vereinigte Staaten (RIAA) | 3× Platin                                                              | 3.000.000 |
| Insgesamt                 | 3× Platin ·                                                            | 3.000.000 |

### Lil’ Freak
| Land/Region               | Auszeichnungen für Musikverkäufe (Land/Region, Auszeichnung, Verkäufe) | Verkäufe  |
| ------------------------- | ---------------------------------------------------------------------- | --------- |
| Vereinigte Staaten (RIAA) | Platin                                                                 | 1.000.000 |
| Insgesamt                 | 1× Platin ·                                                            | 1.000.000 |

### Your Love
| Land/Region                  | Auszeichnungen für Musikverkäufe (Land/Region, Auszeichnung, Verkäufe) | Verkäufe  |
| ---------------------------- | ---------------------------------------------------------------------- | --------- |
| Australien (ARIA)            | Platin                                                                 | 70.000    |
| Vereinigte Staaten (RIAA)    | Platin                                                                 | 1.200.000 |
| Vereinigtes Königreich (BPI) | Silber                                                                 | 200.000   |
| Insgesamt                    | 1× Silber · 2× Platin ·                                                | 1.470.000 |

### Letting Go (Dutty Love)
| Land/Region               | Auszeichnungen für Musikverkäufe (Land/Region, Auszeichnung, Verkäufe) | Verkäufe  |
| ------------------------- | ---------------------------------------------------------------------- | --------- |
| Neuseeland (RMNZ)         | Gold                                                                   | 7.500     |
| Vereinigte Staaten (RIAA) | Platin                                                                 | 1.100.000 |
| Insgesamt                 | 1× Gold · 1× Platin ·                                                  | 1.107.500 |

### 2012 (It Ain’t the End)
| Land/Region                  | Auszeichnungen für Musikverkäufe (Land/Region, Auszeichnung, Verkäufe) | Verkäufe |
| ---------------------------- | ---------------------------------------------------------------------- | -------- |
| Neuseeland (RMNZ)            | Gold                                                                   | 7.500    |
| Vereinigte Staaten (RIAA)    | Gold                                                                   | 500.000  |
| Vereinigtes Königreich (BPI) | Silber                                                                 | 200.000  |
| Insgesamt                    | 1× Silber · 2× Gold ·                                                  | 707.500  |

### Bottoms Up
| Land/Region                  | Auszeichnungen für Musikverkäufe (Land/Region, Auszeichnung, Verkäufe) | Verkäufe  |
| ---------------------------- | ---------------------------------------------------------------------- | --------- |
| Neuseeland (RMNZ)            | Platin                                                                 | 30.000    |
| Vereinigte Staaten (RIAA)    | 4× Platin                                                              | 4.000.000 |
| Vereinigtes Königreich (BPI) | Silber                                                                 | 200.000   |
| Insgesamt                    | 1× Silber · 5× Platin ·                                                | 4.230.000 |

### Check It Out
| Land/Region                  | Auszeichnungen für Musikverkäufe (Land/Region, Auszeichnung, Verkäufe) | Verkäufe |
| ---------------------------- | ---------------------------------------------------------------------- | -------- |
| Vereinigtes Königreich (BPI) | Silber                                                                 | 200.000  |
| Insgesamt                    | 1× Silber ·                                                            | 200.000  |

### Right Thru Me
| Land/Region               | Auszeichnungen für Musikverkäufe (Land/Region, Auszeichnung, Verkäufe) | Verkäufe |
| ------------------------- | ---------------------------------------------------------------------- | -------- |
| Vereinigte Staaten (RIAA) | Gold                                                                   | 500.000  |
| Insgesamt                 | 1× Gold ·                                                              | 500.000  |

### Monster
| Land/Region                  | Auszeichnungen für Musikverkäufe (Land/Region, Auszeichnung, Verkäufe) | Verkäufe  |
| ---------------------------- | ---------------------------------------------------------------------- | --------- |
| Neuseeland (RMNZ)            | Platin                                                                 | 30.000    |
| Vereinigte Staaten (RIAA)    | 3× Platin                                                              | 3.000.000 |
| Vereinigtes Königreich (BPI) | Platin                                                                 | 600.000   |
| Insgesamt                    | 5× Platin ·                                                            | 3.630.000 |

### Roman’s Revenge
| Land/Region       | Auszeichnungen für Musikverkäufe (Land/Region, Auszeichnung, Verkäufe) | Verkäufe |
| ----------------- | ---------------------------------------------------------------------- | -------- |
| Australien (ARIA) | Gold                                                                   | 35.000   |
| Insgesamt         | 1× Gold ·                                                              | 35.000   |

### Moment 4 Life
| Land/Region                  | Auszeichnungen für Musikverkäufe (Land/Region, Auszeichnung, Verkäufe) | Verkäufe  |
| ---------------------------- | ---------------------------------------------------------------------- | --------- |
| Australien (ARIA)            | 2× Platin                                                              | 140.000   |
| Brasilien (PMB)              | Gold                                                                   | 30.000    |
| Neuseeland (RMNZ)            | Platin                                                                 | 30.000    |
| Vereinigte Staaten (RIAA)    | Platin                                                                 | 2.045.000 |
| Vereinigtes Königreich (BPI) | Platin                                                                 | 600.000   |
| Insgesamt                    | 1× Gold · 5× Platin ·                                                  | 2.845.000 |

### Did It on ’Em
| Land/Region               | Auszeichnungen für Musikverkäufe (Land/Region, Auszeichnung, Verkäufe) | Verkäufe |
| ------------------------- | ---------------------------------------------------------------------- | -------- |
| Australien (ARIA)         | Gold                                                                   | 35.000   |
| Vereinigte Staaten (RIAA) | Gold                                                                   | 500.000  |
| Insgesamt                 | 2× Gold ·                                                              | 535.000  |

### Super Bass
| Land/Region                  | Auszeichnungen für Musikverkäufe (Land/Region, Auszeichnung, Verkäufe) | Verkäufe   |
| ---------------------------- | ---------------------------------------------------------------------- | ---------- |
| Australien (ARIA)            | 11× Platin                                                             | 770.000    |
| Brasilien (PMB)              | 3× Platin                                                              | 180.000    |
| Dänemark (IFPI)              | Platin                                                                 | 90.000     |
| Deutschland (BVMI)           | Gold                                                                   | 150.000    |
| Italien (FIMI)               | Gold                                                                   | 50.000     |
| Japan (RIAJ)                 | Gold                                                                   | 100.000    |
| Neuseeland (RMNZ)            | 4× Platin                                                              | 120.000    |
| Norwegen (IFPI)              | 2× Platin                                                              | 80.000     |
| Vereinigte Staaten (RIAA)    | 1× Platin                                                              | 12.000.000 |
| Vereinigtes Königreich (BPI) | 3× Platin                                                              | 1.800.000  |
| Insgesamt                    | 3× Gold · 26× Platin · 1× Diamant ·                                    | 15.340.000 |

### Where Them Girls At
| Land/Region                  | Auszeichnungen für Musikverkäufe (Land/Region, Auszeichnung, Verkäufe) | Verkäufe  |
| ---------------------------- | ---------------------------------------------------------------------- | --------- |
| Australien (ARIA)            | 2× Platin                                                              | 140.000   |
| Belgien (BRMA)               | Gold                                                                   | 15.000    |
| Deutschland (BVMI)           | 3× Gold                                                                | 450.000   |
| Frankreich (SNEP)            | —                                                                      | 116.500   |
| Italien (FIMI)               | Platin                                                                 | 30.000    |
| Mexiko (AMPROFON)            | Gold                                                                   | 30.000    |
| Neuseeland (RMNZ)            | 2× Platin                                                              | 60.000    |
| Österreich (IFPI)            | Gold                                                                   | 15.000    |
| Schweden (IFPI)              | Gold                                                                   | 20.000    |
| Schweiz (IFPI)               | Platin                                                                 | 30.000    |
| Spanien (Promusicae)         | Gold                                                                   | 20.000    |
| Vereinigte Staaten (RIAA)    | Platin                                                                 | 1.600.000 |
| Vereinigtes Königreich (BPI) | 2× Platin                                                              | 1.200.000 |
| Insgesamt                    | 6× Gold · 10× Platin ·                                                 | 3.726.500 |

### Fly
| Land/Region                  | Auszeichnungen für Musikverkäufe (Land/Region, Auszeichnung, Verkäufe) | Verkäufe  |
| ---------------------------- | ---------------------------------------------------------------------- | --------- |
| Australien (ARIA)            | 2× Platin                                                              | 140.000   |
| Brasilien (PMB)              | Platin                                                                 | 60.000    |
| Neuseeland (RMNZ)            | Platin                                                                 | 30.000    |
| Vereinigte Staaten (RIAA)    | Platin                                                                 | 1.500.000 |
| Vereinigtes Königreich (BPI) | Gold                                                                   | 400.000   |
| Insgesamt                    | 1× Gold · 5× Platin ·                                                  | 2.130.000 |

### You the Boss
| Land/Region               | Auszeichnungen für Musikverkäufe (Land/Region, Auszeichnung, Verkäufe) | Verkäufe |
| ------------------------- | ---------------------------------------------------------------------- | -------- |
| Vereinigte Staaten (RIAA) | Gold                                                                   | 500.000  |
| Insgesamt                 | 1× Gold ·                                                              | 500.000  |

### Make Me Proud
| Land/Region                  | Auszeichnungen für Musikverkäufe (Land/Region, Auszeichnung, Verkäufe) | Verkäufe  |
| ---------------------------- | ---------------------------------------------------------------------- | --------- |
| Australien (ARIA)            | Platin                                                                 | 70.000    |
| Vereinigte Staaten (RIAA)    | Platin                                                                 | 1.400.000 |
| Vereinigtes Königreich (BPI) | Silber                                                                 | 200.000   |
| Insgesamt                    | 1× Silber · 2× Platin ·                                                | 1.670.000 |

### Dance (A$$)
| Land/Region               | Auszeichnungen für Musikverkäufe (Land/Region, Auszeichnung, Verkäufe) | Verkäufe  |
| ------------------------- | ---------------------------------------------------------------------- | --------- |
| Vereinigte Staaten (RIAA) | 4× Platin                                                              | 4.000.000 |
| Insgesamt                 | 4× Platin ·                                                            | 4.000.000 |

### Turn Me On
| Land/Region                  | Auszeichnungen für Musikverkäufe (Land/Region, Auszeichnung, Verkäufe) | Verkäufe  |
| ---------------------------- | ---------------------------------------------------------------------- | --------- |
| Australien (ARIA)            | 3× Platin                                                              | 210.000   |
| Deutschland (BVMI)           | Gold                                                                   | 150.000   |
| Frankreich (SNEP)            | —                                                                      | 62.800    |
| Italien (FIMI)               | Gold                                                                   | 15.000    |
| Kanada (MC)                  | 3× Platin                                                              | 240.000   |
| Mexiko (AMPROFON)            | Platin                                                                 | 60.000    |
| Neuseeland (RMNZ)            | Platin                                                                 | 15.000    |
| Österreich (IFPI)            | Gold                                                                   | 15.000    |
| Schweiz (IFPI)               | 2× Platin                                                              | 60.000    |
| Vereinigte Staaten (RIAA)    | 2× Platin                                                              | 2.600.000 |
| Vereinigtes Königreich (BPI) | Platin                                                                 | 600.000   |
| Insgesamt                    | 3× Gold · 13× Platin ·                                                 | 4.027.800 |

### Stupid Hoe
| Land/Region               | Auszeichnungen für Musikverkäufe (Land/Region, Auszeichnung, Verkäufe) | Verkäufe  |
| ------------------------- | ---------------------------------------------------------------------- | --------- |
| Australien (ARIA)         | Gold                                                                   | 35.000    |
| Vereinigte Staaten (RIAA) | Platin                                                                 | 1.000.000 |
| Insgesamt                 | 1× Gold · 1× Platin ·                                                  | 1.035.000 |

### Give Me All Your Luvin’
| Land/Region               | Auszeichnungen für Musikverkäufe (Land/Region, Auszeichnung, Verkäufe) | Verkäufe |
| ------------------------- | ---------------------------------------------------------------------- | -------- |
| Brasilien (PMB)           | 3× Platin                                                              | 180.000  |
| Frankreich (SNEP)         | —                                                                      | 58.600   |
| Italien (FIMI)            | Platin                                                                 | 30.000   |
| Vereinigte Staaten (RIAA) | Gold                                                                   | 500.000  |
| Insgesamt                 | 1× Gold · 4× Platin ·                                                  | 768.600  |

### Starships
| Land/Region                  | Auszeichnungen für Musikverkäufe (Land/Region, Auszeichnung, Verkäufe) | Verkäufe   |
| ---------------------------- | ---------------------------------------------------------------------- | ---------- |
| Australien (ARIA)            | 12× Platin                                                             | 840.000    |
| Belgien (BRMA)               | Gold                                                                   | 15.000     |
| Brasilien (PMB)              | Diamant                                                                | 250.000    |
| Dänemark (IFPI)              | Gold                                                                   | 15.000     |
| Deutschland (BVMI)           | Platin                                                                 | 300.000    |
| Frankreich (SNEP)            | —                                                                      | 103.200    |
| Italien (FIMI)               | Platin                                                                 | 30.000     |
| Japan (RIAJ)                 | Platin                                                                 | 250.000    |
| Neuseeland (RMNZ)            | 5× Platin                                                              | 150.000    |
| Norwegen (IFPI)              | 3× Platin                                                              | 120.000    |
| Schweden (IFPI)              | 3× Platin                                                              | 120.000    |
| Schweiz (IFPI)               | Platin                                                                 | 30.000     |
| Spanien (Promusicae)         | Platin                                                                 | 60.000     |
| Vereinigte Staaten (RIAA)    | Diamant                                                                | 10.000.000 |
| Vereinigtes Königreich (BPI) | 4× Platin                                                              | 2.400.000  |
| Insgesamt                    | 2× Gold · 32× Platin · 2× Diamant ·                                    | 14.683.200 |

### Right by My Side
| Land/Region               | Auszeichnungen für Musikverkäufe (Land/Region, Auszeichnung, Verkäufe) | Verkäufe  |
| ------------------------- | ---------------------------------------------------------------------- | --------- |
| Australien (ARIA)         | Platin                                                                 | 70.000    |
| Brasilien (PMB)           | Platin                                                                 | 60.000    |
| Vereinigte Staaten (RIAA) | 2× Platin                                                              | 2.000.000 |
| Insgesamt                 | 4× Platin ·                                                            | 2.130.000 |

### Take It to the Head
| Land/Region               | Auszeichnungen für Musikverkäufe (Land/Region, Auszeichnung, Verkäufe) | Verkäufe  |
| ------------------------- | ---------------------------------------------------------------------- | --------- |
| Vereinigte Staaten (RIAA) | Platin                                                                 | 1.000.000 |
| Insgesamt                 | 1× Platin ·                                                            | 1.000.000 |

### Beez in the Trap
| Land/Region               | Auszeichnungen für Musikverkäufe (Land/Region, Auszeichnung, Verkäufe) | Verkäufe  |
| ------------------------- | ---------------------------------------------------------------------- | --------- |
| Australien (ARIA)         | Gold                                                                   | 35.000    |
| Brasilien (PMB)           | Gold                                                                   | 30.000    |
| Vereinigte Staaten (RIAA) | 3× Platin                                                              | 3.000.000 |
| Insgesamt                 | 2× Gold · 3× Platin ·                                                  | 3.065.000 |

### Pound the Alarm
| Land/Region                  | Auszeichnungen für Musikverkäufe (Land/Region, Auszeichnung, Verkäufe) | Verkäufe  |
| ---------------------------- | ---------------------------------------------------------------------- | --------- |
| Australien (ARIA)            | 3× Platin                                                              | 210.000   |
| Brasilien (PMB)              | Platin                                                                 | 60.000    |
| Neuseeland (RMNZ)            | Gold                                                                   | 7.500     |
| Norwegen (IFPI)              | Platin                                                                 | 40.000    |
| Vereinigte Staaten (RIAA)    | 2× Platin                                                              | 2.000.000 |
| Vereinigtes Königreich (BPI) | Platin                                                                 | 600.000   |
| Insgesamt                    | 1× Gold · 8× Platin ·                                                  | 2.917.500 |

### Girl on Fire
Es werden nur die Auszeichnungen der Inferno-Version, bei der Nicki Minaj mitgewirkt hat, aufgelistet.

| Land/Region                  | Auszeichnungen für Musikverkäufe (Land/Region, Auszeichnung, Verkäufe) | Verkäufe  |
| ---------------------------- | ---------------------------------------------------------------------- | --------- |
| Australien (ARIA)            | 6× Platin                                                              | 420.000   |
| Belgien (BRMA)               | Gold                                                                   | 15.000    |
| Frankreich (SNEP)            | —                                                                      | 108.400   |
| Mexiko (AMPROFON)            | 3× Platin                                                              | 180.000   |
| Neuseeland (RMNZ)            | 3× Platin                                                              | 90.000    |
| Schweden (IFPI)              | Platin                                                                 | 40.000    |
| Schweiz (IFPI)               | Platin                                                                 | 30.000    |
| Spanien (Promusicae)         | Platin                                                                 | 60.000    |
| Vereinigte Staaten (RIAA)    | 2× Platin                                                              | 2.000.000 |
| Vereinigtes Königreich (BPI) | Gold                                                                   | 400.000   |
| Insgesamt                    | 2× Gold · 17× Platin ·                                                 | 3.343.400 |

### Va Va Voom
| Land/Region                  | Auszeichnungen für Musikverkäufe (Land/Region, Auszeichnung, Verkäufe) | Verkäufe  |
| ---------------------------- | ---------------------------------------------------------------------- | --------- |
| Australien (ARIA)            | 2× Platin                                                              | 140.000   |
| Brasilien (PMB)              | Gold                                                                   | 30.000    |
| Vereinigte Staaten (RIAA)    | 2× Platin                                                              | 2.000.000 |
| Vereinigtes Königreich (BPI) | Gold                                                                   | 400.000   |
| Insgesamt                    | 2× Gold · 4× Platin ·                                                  | 2.570.000 |

### The Boys
| Land/Region     | Auszeichnungen für Musikverkäufe (Land/Region, Auszeichnung, Verkäufe) | Verkäufe |
| --------------- | ---------------------------------------------------------------------- | -------- |
| Brasilien (PMB) | Gold                                                                   | 30.000   |
| Insgesamt       | 1× Gold ·                                                              | 30.000   |

### Out of My Mind
| Land/Region               | Auszeichnungen für Musikverkäufe (Land/Region, Auszeichnung, Verkäufe) | Verkäufe |
| ------------------------- | ---------------------------------------------------------------------- | -------- |
| Vereinigte Staaten (RIAA) | Gold                                                                   | 500.000  |
| Insgesamt                 | 1× Gold ·                                                              | 500.000  |

### Beauty and a Beat
| Land/Region                  | Auszeichnungen für Musikverkäufe (Land/Region, Auszeichnung, Verkäufe) | Verkäufe  |
| ---------------------------- | ---------------------------------------------------------------------- | --------- |
| Australien (ARIA)            | 7× Platin                                                              | 490.000   |
| Brasilien (PMB)              | Diamant                                                                | 250.000   |
| Deutschland (BVMI)           | Gold                                                                   | 150.000   |
| Italien (FIMI)               | Platin                                                                 | 100.000   |
| Japan (RIAJ)                 | Gold                                                                   | 100.000   |
| Kanada (MC)                  | 3× Platin                                                              | 240.000   |
| Mexiko (AMPROFON)            | Platin                                                                 | 60.000    |
| Neuseeland (RMNZ)            | 3× Platin                                                              | 90.000    |
| Norwegen (IFPI)              | Platin                                                                 | 10.000    |
| Spanien (Promusicae)         | Gold                                                                   | 30.000    |
| Vereinigte Staaten (RIAA)    | 4× Platin                                                              | 4.000.000 |
| Vereinigtes Königreich (BPI) | Platin                                                                 | 600.000   |
| Insgesamt                    | 3× Gold · 21× Platin · 1× Diamant ·                                    | 6.120.000 |

### Freaks
| Land/Region               | Auszeichnungen für Musikverkäufe (Land/Region, Auszeichnung, Verkäufe) | Verkäufe |
| ------------------------- | ---------------------------------------------------------------------- | -------- |
| Vereinigte Staaten (RIAA) | Gold                                                                   | 500.000  |
| Insgesamt                 | 1× Gold ·                                                              | 500.000  |

### Tapout
| Land/Region               | Auszeichnungen für Musikverkäufe (Land/Region, Auszeichnung, Verkäufe) | Verkäufe |
| ------------------------- | ---------------------------------------------------------------------- | -------- |
| Vereinigte Staaten (RIAA) | Gold                                                                   | 500.000  |
| Insgesamt                 | 1× Gold ·                                                              | 500.000  |

### High School
| Land/Region                  | Auszeichnungen für Musikverkäufe (Land/Region, Auszeichnung, Verkäufe) | Verkäufe  |
| ---------------------------- | ---------------------------------------------------------------------- | --------- |
| Australien (ARIA)            | Platin                                                                 | 70.000    |
| Vereinigte Staaten (RIAA)    | 2× Platin                                                              | 2.000.000 |
| Vereinigtes Königreich (BPI) | Silber                                                                 | 200.000   |
| Insgesamt                    | 1× Silber · 3× Platin ·                                                | 2.270.000 |

### I’m Out
| Land/Region               | Auszeichnungen für Musikverkäufe (Land/Region, Auszeichnung, Verkäufe) | Verkäufe |
| ------------------------- | ---------------------------------------------------------------------- | -------- |
| Vereinigte Staaten (RIAA) | Gold                                                                   | 500.000  |
| Insgesamt                 | 1× Gold ·                                                              | 500.000  |

### Love More
| Land/Region                  | Auszeichnungen für Musikverkäufe (Land/Region, Auszeichnung, Verkäufe) | Verkäufe  |
| ---------------------------- | ---------------------------------------------------------------------- | --------- |
| Australien (ARIA)            | Platin                                                                 | 70.000    |
| Neuseeland (RMNZ)            | Gold                                                                   | 7.500     |
| Vereinigte Staaten (RIAA)    | 2× Platin                                                              | 2.000.000 |
| Vereinigtes Königreich (BPI) | Silber                                                                 | 200.000   |
| Insgesamt                    | 1× Silber · 1× Gold · 3× Platin ·                                      | 2.277.500 |

### I Wanna Be with You
| Land/Region               | Auszeichnungen für Musikverkäufe (Land/Region, Auszeichnung, Verkäufe) | Verkäufe |
| ------------------------- | ---------------------------------------------------------------------- | -------- |
| Vereinigte Staaten (RIAA) | Gold                                                                   | 500.000  |
| Insgesamt                 | 1× Gold ·                                                              | 500.000  |

### Pills n Potions
| Land/Region                  | Auszeichnungen für Musikverkäufe (Land/Region, Auszeichnung, Verkäufe) | Verkäufe |
| ---------------------------- | ---------------------------------------------------------------------- | -------- |
| Australien (ARIA)            | 2× Platin                                                              | 140.000  |
| Brasilien (PMB)              | Gold                                                                   | 30.000   |
| Neuseeland (RMNZ)            | Platin                                                                 | 30.000   |
| Vereinigtes Königreich (BPI) | Gold                                                                   | 400.000  |
| Insgesamt                    | 2× Gold · 3× Platin ·                                                  | 600.000  |

### She Came to Give It to You
| Land/Region       | Auszeichnungen für Musikverkäufe (Land/Region, Auszeichnung, Verkäufe) | Verkäufe |
| ----------------- | ---------------------------------------------------------------------- | -------- |
| Australien (ARIA) | Platin                                                                 | 70.000   |
| Insgesamt         | 1× Platin ·                                                            | 70.000   |

### Bang Bang
| Land/Region                  | Auszeichnungen für Musikverkäufe (Land/Region, Auszeichnung, Verkäufe) | Verkäufe   |
| ---------------------------- | ---------------------------------------------------------------------- | ---------- |
| Australien (ARIA)            | 5× Platin                                                              | 350.000    |
| Brasilien (PMB)              | 3× Diamant                                                             | 750.000    |
| Dänemark (IFPI)              | 2× Platin                                                              | 180.000    |
| Deutschland (BVMI)           | Platin                                                                 | 400.000    |
| Italien (FIMI)               | 2× Platin                                                              | 100.000    |
| Japan (RIAJ)                 | Gold                                                                   | 100.000    |
| Kanada (MC)                  | 6× Platin                                                              | 480.000    |
| Neuseeland (RMNZ)            | 4× Platin                                                              | 120.000    |
| Norwegen (IFPI)              | 4× Platin                                                              | 240.000    |
| Polen (ZPAV)                 | 4× Platin                                                              | 200.000    |
| Portugal (AFP)               | Platin                                                                 | 10.000     |
| Schweden (IFPI)              | 4× Platin                                                              | 320.000    |
| Spanien (Promusicae)         | 2× Platin                                                              | 120.000    |
| Ungarn (MAHASZ)              | Gold                                                                   | 2.000      |
| Vereinigte Staaten (RIAA)    | Diamant                                                                | 10.000.000 |
| Vereinigtes Königreich (BPI) | 3× Platin                                                              | 2.100.000  |
| Insgesamt                    | 2× Gold · 38× Platin · 4× Diamant ·                                    | 15.472.000 |

### Anaconda
| Land/Region                  | Auszeichnungen für Musikverkäufe (Land/Region, Auszeichnung, Verkäufe) | Verkäufe  |
| ---------------------------- | ---------------------------------------------------------------------- | --------- |
| Australien (ARIA)            | 4× Platin                                                              | 280.000   |
| Brasilien (PMB)              | Diamant                                                                | 250.000   |
| Dänemark (IFPI)              | Gold                                                                   | 45.000    |
| Deutschland (BVMI)           | Gold                                                                   | 200.000   |
| Italien (FIMI)               | Gold                                                                   | 25.000    |
| Neuseeland (RMNZ)            | Platin                                                                 | 15.000    |
| Norwegen (IFPI)              | Gold                                                                   | 20.000    |
| Schweden (IFPI)              | Gold                                                                   | 20.000    |
| Vereinigte Staaten (RIAA)    | 2× Platin                                                              | 2.000.000 |
| Vereinigtes Königreich (BPI) | Platin                                                                 | 600.000   |
| Insgesamt                    | 5× Gold · 8× Platin · 1× Diamant ·                                     | 3.455.000 |

### Flawless (Remix)
| Land/Region                  | Auszeichnungen für Musikverkäufe (Land/Region, Auszeichnung, Verkäufe) | Verkäufe |
| ---------------------------- | ---------------------------------------------------------------------- | -------- |
| Australien (ARIA)            | Gold                                                                   | 35.000   |
| Vereinigtes Königreich (BPI) | Silber                                                                 | 200.000  |
| Insgesamt                    | 1× Silber · 1× Gold ·                                                  | 235.000  |

### Touchin, Lovin
| Land/Region                  | Auszeichnungen für Musikverkäufe (Land/Region, Auszeichnung, Verkäufe) | Verkäufe  |
| ---------------------------- | ---------------------------------------------------------------------- | --------- |
| Neuseeland (RMNZ)            | Platin                                                                 | 30.000    |
| Vereinigte Staaten (RIAA)    | Platin                                                                 | 1.000.000 |
| Vereinigtes Königreich (BPI) | Silber                                                                 | 200.000   |
| Insgesamt                    | 1× Silber · 2× Platin ·                                                | 1.230.000 |

### Only
| Land/Region                  | Auszeichnungen für Musikverkäufe (Land/Region, Auszeichnung, Verkäufe) | Verkäufe  |
| ---------------------------- | ---------------------------------------------------------------------- | --------- |
| Australien (ARIA)            | 3× Platin                                                              | 210.000   |
| Brasilien (PMB)              | Platin                                                                 | 60.000    |
| Neuseeland (RMNZ)            | Platin                                                                 | 30.000    |
| Vereinigte Staaten (RIAA)    | 3× Platin                                                              | 3.000.000 |
| Vereinigtes Königreich (BPI) | Platin                                                                 | 600.000   |
| Insgesamt                    | 9× Platin ·                                                            | 3.900.000 |

### Bed of Lies
| Land/Region       | Auszeichnungen für Musikverkäufe (Land/Region, Auszeichnung, Verkäufe) | Verkäufe |
| ----------------- | ---------------------------------------------------------------------- | -------- |
| Australien (ARIA) | 2× Platin                                                              | 140.000  |
| Neuseeland (RMNZ) | Platin                                                                 | 30.000   |
| Norwegen (IFPI)   | Platin                                                                 | 40.000   |
| Schweden (IFPI)   | 2× Platin                                                              | 80.000   |
| Insgesamt         | 6× Platin ·                                                            | 290.000  |

### Hey Mama
| Land/Region                  | Auszeichnungen für Musikverkäufe (Land/Region, Auszeichnung, Verkäufe) | Verkäufe  |
| ---------------------------- | ---------------------------------------------------------------------- | --------- |
| Australien (ARIA)            | 2× Platin                                                              | 140.000   |
| Belgien (BRMA)               | 2× Platin                                                              | 60.000    |
| Dänemark (IFPI)              | Platin                                                                 | 60.000    |
| Deutschland (BVMI)           | Platin                                                                 | 400.000   |
| Frankreich (SNEP)            | —                                                                      | 49.900    |
| Italien (FIMI)               | 3× Platin                                                              | 150.000   |
| Kanada (MC)                  | 3× Platin                                                              | 240.000   |
| Neuseeland (RMNZ)            | 2× Platin                                                              | 60.000    |
| Niederlande (NVPI)           | Platin                                                                 | 30.000    |
| Norwegen (IFPI)              | 2× Platin                                                              | 120.000   |
| Österreich (IFPI)            | Gold                                                                   | 15.000    |
| Polen (ZPAV)                 | Platin                                                                 | 50.000    |
| Schweden (IFPI)              | 2× Platin                                                              | 80.000    |
| Schweiz (IFPI)               | Platin                                                                 | 30.000    |
| Spanien (Promusicae)         | Platin                                                                 | 40.000    |
| Vereinigte Staaten (RIAA)    | 4× Platin                                                              | 4.000.000 |
| Vereinigtes Königreich (BPI) | Platin                                                                 | 600.000   |
| Insgesamt                    | 1× Gold · 27× Platin ·                                                 | 6.124.900 |

### Throw Sum Mo
| Land/Region               | Auszeichnungen für Musikverkäufe (Land/Region, Auszeichnung, Verkäufe) | Verkäufe  |
| ------------------------- | ---------------------------------------------------------------------- | --------- |
| Brasilien (PMB)           | Gold                                                                   | 30.000    |
| Vereinigte Staaten (RIAA) | 3× Platin                                                              | 3.000.000 |
| Insgesamt                 | 1× Gold · 3× Platin ·                                                  | 3.030.000 |

### Truffle Butter
| Land/Region                  | Auszeichnungen für Musikverkäufe (Land/Region, Auszeichnung, Verkäufe) | Verkäufe |
| ---------------------------- | ---------------------------------------------------------------------- | -------- |
| Australien (ARIA)            | Platin                                                                 | 70.000   |
| Neuseeland (RMNZ)            | Platin                                                                 | 30.000   |
| Vereinigtes Königreich (BPI) | Gold                                                                   | 400.000  |
| Insgesamt                    | 1× Gold · 2× Platin ·                                                  | 500.000  |

### The Night Is Still Young
| Land/Region                  | Auszeichnungen für Musikverkäufe (Land/Region, Auszeichnung, Verkäufe) | Verkäufe  |
| ---------------------------- | ---------------------------------------------------------------------- | --------- |
| Australien (ARIA)            | Platin                                                                 | 70.000    |
| Brasilien (PMB)              | Platin                                                                 | 60.000    |
| Schweden (IFPI)              | Gold                                                                   | 20.000    |
| Vereinigte Staaten (RIAA)    | Platin                                                                 | 1.000.000 |
| Vereinigtes Königreich (BPI) | Silber                                                                 | 200.000   |
| Insgesamt                    | 1× Silber · 1× Gold · 3× Platin ·                                      | 1.350.000 |

### Feeling Myself
| Land/Region                  | Auszeichnungen für Musikverkäufe (Land/Region, Auszeichnung, Verkäufe) | Verkäufe  |
| ---------------------------- | ---------------------------------------------------------------------- | --------- |
| Australien (ARIA)            | 2× Platin                                                              | 140.000   |
| Brasilien (PMB)              | Platin                                                                 | 60.000    |
| Neuseeland (RMNZ)            | Platin                                                                 | 30.000    |
| Vereinigte Staaten (RIAA)    | 2× Platin                                                              | 2.000.000 |
| Vereinigtes Königreich (BPI) | Gold                                                                   | 400.000   |
| Insgesamt                    | 1× Gold · 6× Platin ·                                                  | 2.630.000 |

### Bitch I’m Madonna
| Land/Region     | Auszeichnungen für Musikverkäufe (Land/Region, Auszeichnung, Verkäufe) | Verkäufe |
| --------------- | ---------------------------------------------------------------------- | -------- |
| Brasilien (PMB) | 2× Platin                                                              | 120.000  |
| Polen (ZPAV)    | Gold                                                                   | 10.000   |
| Insgesamt       | 1× Gold · 2× Platin ·                                                  | 130.000  |

### All Eyes On You
| Land/Region                  | Auszeichnungen für Musikverkäufe (Land/Region, Auszeichnung, Verkäufe) | Verkäufe  |
| ---------------------------- | ---------------------------------------------------------------------- | --------- |
| Dänemark (IFPI)              | Gold                                                                   | 45.000    |
| Neuseeland (RMNZ)            | Platin                                                                 | 30.000    |
| Vereinigte Staaten (RIAA)    | 2× Platin                                                              | 2.000.000 |
| Vereinigtes Königreich (BPI) | Platin                                                                 | 600.000   |
| Insgesamt                    | 1× Gold · 4× Platin ·                                                  | 2.675.000 |

### Back Together
| Land/Region    | Auszeichnungen für Musikverkäufe (Land/Region, Auszeichnung, Verkäufe) | Verkäufe |
| -------------- | ---------------------------------------------------------------------- | -------- |
| Italien (FIMI) | Gold                                                                   | 25.000   |
| Insgesamt      | 1× Gold ·                                                              | 25.000   |

### Down In The DM (Remix)
| Land/Region               | Auszeichnungen für Musikverkäufe (Land/Region, Auszeichnung, Verkäufe) | Verkäufe  |
| ------------------------- | ---------------------------------------------------------------------- | --------- |
| Vereinigte Staaten (RIAA) | 2× Platin                                                              | 2.000.000 |
| Insgesamt                 | 2× Platin ·                                                            | 2.000.000 |

### No Broken Hearts
| Land/Region     | Auszeichnungen für Musikverkäufe (Land/Region, Auszeichnung, Verkäufe) | Verkäufe |
| --------------- | ---------------------------------------------------------------------- | -------- |
| Norwegen (IFPI) | Gold                                                                   | 30.000   |
| Polen (ZPAV)    | Platin                                                                 | 50.000   |
| Insgesamt       | 1× Gold · 1× Platin ·                                                  | 80.000   |

### Don’t Hurt Me
| Land/Region               | Auszeichnungen für Musikverkäufe (Land/Region, Auszeichnung, Verkäufe) | Verkäufe |
| ------------------------- | ---------------------------------------------------------------------- | -------- |
| Australien (ARIA)         | Gold                                                                   | 35.000   |
| Neuseeland (RMNZ)         | Gold                                                                   | 15.000   |
| Vereinigte Staaten (RIAA) | Gold                                                                   | 500.000  |
| Insgesamt                 | 3× Gold ·                                                              | 550000   |

### Do You Mind
| Land/Region                  | Auszeichnungen für Musikverkäufe (Land/Region, Auszeichnung, Verkäufe) | Verkäufe  |
| ---------------------------- | ---------------------------------------------------------------------- | --------- |
| Australien (ARIA)            | 2× Platin                                                              | 140.000   |
| Brasilien (PMB)              | Gold                                                                   | 30.000    |
| Kanada (MC)                  | Gold                                                                   | 40.000    |
| Neuseeland (RMNZ)            | Platin                                                                 | 30.000    |
| Vereinigte Staaten (RIAA)    | 4× Platin                                                              | 4.000.000 |
| Vereinigtes Königreich (BPI) | Silber                                                                 | 200.000   |
| Insgesamt                    | 1× Silber · 2× Gold · 7× Platin ·                                      | 4.440.000 |

### Side to Side
| Land/Region                  | Auszeichnungen für Musikverkäufe (Land/Region, Auszeichnung, Verkäufe) | Verkäufe   |
| ---------------------------- | ---------------------------------------------------------------------- | ---------- |
| Australien (ARIA)            | 7× Platin                                                              | 490.000    |
| Belgien (BRMA)               | Gold                                                                   | 15.000     |
| Brasilien (PMB)              | 3× Diamant                                                             | 750.000    |
| Dänemark (IFPI)              | Platin                                                                 | 60.000     |
| Deutschland (BVMI)           | Platin                                                                 | 400.000    |
| Frankreich (SNEP)            | Platin                                                                 | 133.333    |
| Italien (FIMI)               | 2× Platin                                                              | 100.000    |
| Kanada (MC)                  | 8× Platin                                                              | 640.000    |
| Neuseeland (RMNZ)            | 4× Platin                                                              | 120.000    |
| Norwegen (IFPI)              | 3× Platin                                                              | 180.000    |
| Österreich (IFPI)            | Platin                                                                 | 30.000     |
| Polen (ZPAV)                 | 4× Platin                                                              | 80.000     |
| Portugal (AFP)               | 2× Platin                                                              | 20.000     |
| Schweden (IFPI)              | 3× Platin                                                              | 240.000    |
| Schweiz (IFPI)               | Platin                                                                 | 30.000     |
| Spanien (Promusicae)         | 2× Platin                                                              | 120.000    |
| Ungarn (MAHASZ)              | Gold                                                                   | 2.000      |
| Vereinigte Staaten (RIAA)    | 6× Platin                                                              | 1.170.000  |
| Vereinigtes Königreich (BPI) | 3× Platin                                                              | 1.800.000  |
| Insgesamt                    | 2× Gold · 49× Platin · 3× Diamant ·                                    | 11.240.333 |

### Black Barbies
| Land/Region       | Auszeichnungen für Musikverkäufe (Land/Region, Auszeichnung, Verkäufe) | Verkäufe |
| ----------------- | ---------------------------------------------------------------------- | -------- |
| Australien (ARIA) | Gold                                                                   | 35.000   |
| Insgesamt         | 1× Gold ·                                                              | 35.000   |

### Run Up
| Land/Region                  | Auszeichnungen für Musikverkäufe (Land/Region, Auszeichnung, Verkäufe) | Verkäufe  |
| ---------------------------- | ---------------------------------------------------------------------- | --------- |
| Australien (ARIA)            | Platin                                                                 | 70.000    |
| Dänemark (IFPI)              | Gold                                                                   | 45.000    |
| Deutschland (BVMI)           | Gold                                                                   | 200.000   |
| Frankreich (SNEP)            | Platin                                                                 | 133.333   |
| Italien (FIMI)               | Platin                                                                 | 50.000    |
| Neuseeland (RMNZ)            | Platin                                                                 | 30.000    |
| Vereinigtes Königreich (BPI) | Platin                                                                 | 600.000   |
| Insgesamt                    | 2× Gold · 5× Platin ·                                                  | 1.128.333 |

### Make Love
| Land/Region               | Auszeichnungen für Musikverkäufe (Land/Region, Auszeichnung, Verkäufe) | Verkäufe |
| ------------------------- | ---------------------------------------------------------------------- | -------- |
| Vereinigte Staaten (RIAA) | Gold                                                                   | 500.000  |
| Insgesamt                 | 1× Gold ·                                                              | 500.000  |

### Swalla
| Land/Region                  | Auszeichnungen für Musikverkäufe (Land/Region, Auszeichnung, Verkäufe) | Verkäufe  |
| ---------------------------- | ---------------------------------------------------------------------- | --------- |
| Australien (ARIA)            | 3× Platin                                                              | 210.000   |
| Belgien (BRMA)               | Platin                                                                 | 30.000    |
| Brasilien (PMB)              | Diamant                                                                | 160.000   |
| Dänemark (IFPI)              | Platin                                                                 | 90.000    |
| Deutschland (BVMI)           | 2× Platin                                                              | 800.000   |
| Frankreich (SNEP)            | Diamant                                                                | 233.333   |
| Italien (FIMI)               | 3× Platin                                                              | 150.000   |
| Kanada (MC)                  | 6× Platin                                                              | 480.000   |
| Neuseeland (RMNZ)            | 3× Platin                                                              | 90.000    |
| Niederlande (NVPI)           | 3× Platin                                                              | 120.000   |
| Österreich (IFPI)            | 2× Platin                                                              | 60.000    |
| Polen (ZPAV)                 | 2× Platin                                                              | 100.000   |
| Portugal (AFP)               | 2× Platin                                                              | 20.000    |
| Spanien (Promusicae)         | 3× Platin                                                              | 120.000   |
| Vereinigte Staaten (RIAA)    | 2× Platin                                                              | 2.000.000 |
| Vereinigtes Königreich (BPI) | 2× Platin                                                              | 1.500.000 |
| Insgesamt                    | 35× Platin · 2× Diamant ·                                              | 6.263.333 |

### No Frauds
| Land/Region                  | Auszeichnungen für Musikverkäufe (Land/Region, Auszeichnung, Verkäufe) | Verkäufe |
| ---------------------------- | ---------------------------------------------------------------------- | -------- |
| Australien (ARIA)            | Platin                                                                 | 70.000   |
| Brasilien (PMB)              | Gold                                                                   | 20.000   |
| Kanada (MC)                  | Gold                                                                   | 40.000   |
| Vereinigtes Königreich (BPI) | Silber                                                                 | 200.000  |
| Insgesamt                    | 1× Silber · 2× Gold · 1× Platin ·                                      | 330.000  |

### Kissing Strangers
| Land/Region     | Auszeichnungen für Musikverkäufe (Land/Region, Auszeichnung, Verkäufe) | Verkäufe |
| --------------- | ---------------------------------------------------------------------- | -------- |
| Brasilien (PMB) | Gold                                                                   | 20.000   |
| Italien (FIMI)  | Platin                                                                 | 50.000   |
| Insgesamt       | 1× Gold · 1× Platin ·                                                  | 70.000   |

### Swish Swish
| Land/Region                  | Auszeichnungen für Musikverkäufe (Land/Region, Auszeichnung, Verkäufe) | Verkäufe  |
| ---------------------------- | ---------------------------------------------------------------------- | --------- |
| Australien (ARIA)            | 2× Platin                                                              | 140.000   |
| Brasilien (PMB)              | Diamant                                                                | 160.000   |
| Dänemark (IFPI)              | Gold                                                                   | 45.000    |
| Deutschland (BVMI)           | Gold                                                                   | 200.000   |
| Frankreich (SNEP)            | Gold                                                                   | 66.666    |
| Italien (FIMI)               | Gold                                                                   | 25.000    |
| Kanada (MC)                  | Platin                                                                 | 80.000    |
| Neuseeland (RMNZ)            | Platin                                                                 | 30.000    |
| Norwegen (IFPI)              | Gold                                                                   | 30.000    |
| Polen (ZPAV)                 | Platin                                                                 | 50.000    |
| Spanien (Promusicae)         | Gold                                                                   | 30.000    |
| Vereinigte Staaten (RIAA)    | Platin                                                                 | 1.000.000 |
| Vereinigtes Königreich (BPI) | Platin                                                                 | 600.000   |
| Insgesamt                    | 6× Gold · 7× Platin · 1× Diamant ·                                     | 2.456.666 |

### Rake It Up
| Land/Region               | Auszeichnungen für Musikverkäufe (Land/Region, Auszeichnung, Verkäufe) | Verkäufe  |
| ------------------------- | ---------------------------------------------------------------------- | --------- |
| Kanada (MC)               | Gold                                                                   | 40.000    |
| Neuseeland (RMNZ)         | Platin                                                                 | 30.000    |
| Vereinigte Staaten (RIAA) | 5× Platin                                                              | 5.000.000 |
| Insgesamt                 | 1× Gold · 6× Platin ·                                                  | 5.070.000 |

### You Da Baddest
| Land/Region               | Auszeichnungen für Musikverkäufe (Land/Region, Auszeichnung, Verkäufe) | Verkäufe  |
| ------------------------- | ---------------------------------------------------------------------- | --------- |
| Kanada (MC)               | Gold                                                                   | 40.000    |
| Vereinigte Staaten (RIAA) | Platin                                                                 | 1.000.000 |
| Insgesamt                 | 1× Gold · 1× Platin ·                                                  | 1.040.000 |

### MotorSport
| Land/Region                  | Auszeichnungen für Musikverkäufe (Land/Region, Auszeichnung, Verkäufe) | Verkäufe  |
| ---------------------------- | ---------------------------------------------------------------------- | --------- |
| Australien (ARIA)            | Platin                                                                 | 70.000    |
| Brasilien (PMB)              | Platin                                                                 | 40.000    |
| Dänemark (IFPI)              | Gold                                                                   | 45.000    |
| Frankreich (SNEP)            | Gold                                                                   | 100.000   |
| Italien (FIMI)               | Gold                                                                   | 25.000    |
| Kanada (MC)                  | 3× Platin                                                              | 240.000   |
| Neuseeland (RMNZ)            | Platin                                                                 | 30.000    |
| Vereinigte Staaten (RIAA)    | 6× Platin                                                              | 6.000.000 |
| Vereinigtes Königreich (BPI) | Gold                                                                   | 400.000   |
| Insgesamt                    | 4× Gold · 12× Platin ·                                                 | 6.950.000 |

### The Way Life Goes (Remix)
| Land/Region                  | Auszeichnungen für Musikverkäufe (Land/Region, Auszeichnung, Verkäufe) | Verkäufe |
| ---------------------------- | ---------------------------------------------------------------------- | -------- |
| Vereinigtes Königreich (BPI) | Platin                                                                 | 600.000  |
| Insgesamt                    | 1× Platin ·                                                            | 600.000  |

### Krippy Kush (Remix)
| Land/Region          | Auszeichnungen für Musikverkäufe (Land/Region, Auszeichnung, Verkäufe) | Verkäufe |
| -------------------- | ---------------------------------------------------------------------- | -------- |
| Spanien (Promusicae) | Gold                                                                   | 30.000   |
| Insgesamt            | 1× Gold ·                                                              | 30.000   |

### Plain Jane (Remix)
| Land/Region               | Auszeichnungen für Musikverkäufe (Land/Region, Auszeichnung, Verkäufe) | Verkäufe  |
| ------------------------- | ---------------------------------------------------------------------- | --------- |
| Polen (ZPAV)              | Gold                                                                   | 25.000    |
| Vereinigte Staaten (RIAA) | 5× Platin                                                              | 5.000.000 |
| Insgesamt                 | 1× Gold · 5× Platin ·                                                  | 5.025.000 |

### Barbie Tingz
| Land/Region               | Auszeichnungen für Musikverkäufe (Land/Region, Auszeichnung, Verkäufe) | Verkäufe |
| ------------------------- | ---------------------------------------------------------------------- | -------- |
| Australien (ARIA)         | Platin                                                                 | 70.000   |
| Brasilien (PMB)           | Gold                                                                   | 20.000   |
| Vereinigte Staaten (RIAA) | Gold                                                                   | 500.000  |
| Insgesamt                 | 2× Gold · 1× Platin ·                                                  | 590.000  |

### Chun-Li
| Land/Region                  | Auszeichnungen für Musikverkäufe (Land/Region, Auszeichnung, Verkäufe) | Verkäufe  |
| ---------------------------- | ---------------------------------------------------------------------- | --------- |
| Australien (ARIA)            | 2× Platin                                                              | 140.000   |
| Brasilien (PMB)              | Platin                                                                 | 40.000    |
| Kanada (MC)                  | Gold                                                                   | 40.000    |
| Neuseeland (RMNZ)            | Platin                                                                 | 30.000    |
| Vereinigte Staaten (RIAA)    | Platin                                                                 | 1.000.000 |
| Vereinigtes Königreich (BPI) | Gold                                                                   | 400.000   |
| Insgesamt                    | 2× Gold · 5× Platin ·                                                  | 1.650.000 |

### Anybody
| Land/Region               | Auszeichnungen für Musikverkäufe (Land/Region, Auszeichnung, Verkäufe) | Verkäufe |
| ------------------------- | ---------------------------------------------------------------------- | -------- |
| Vereinigte Staaten (RIAA) | Gold                                                                   | 500.000  |
| Insgesamt                 | 1× Gold ·                                                              | 500.000  |

### Ball for Me
| Land/Region                  | Auszeichnungen für Musikverkäufe (Land/Region, Auszeichnung, Verkäufe) | Verkäufe  |
| ---------------------------- | ---------------------------------------------------------------------- | --------- |
| Australien (ARIA)            | 2× Platin                                                              | 140.000   |
| Brasilien (PMB)              | Platin                                                                 | 40.000    |
| Kanada (MC)                  | 4× Platin                                                              | 320.000   |
| Neuseeland (RMNZ)            | Platin                                                                 | 30.000    |
| Vereinigte Staaten (RIAA)    | 3× Platin                                                              | 3.000.000 |
| Vereinigtes Königreich (BPI) | Gold                                                                   | 400.000   |
| Insgesamt                    | 1× Gold · 11× Platin ·                                                 | 3.930.000 |

### Big Bank
| Land/Region               | Auszeichnungen für Musikverkäufe (Land/Region, Auszeichnung, Verkäufe) | Verkäufe  |
| ------------------------- | ---------------------------------------------------------------------- | --------- |
| Kanada (MC)               | Gold                                                                   | 40.000    |
| Neuseeland (RMNZ)         | Platin                                                                 | 30.000    |
| Vereinigte Staaten (RIAA) | 5× Platin                                                              | 5.000.000 |
| Insgesamt                 | 1× Gold · 6× Platin ·                                                  | 5.070.000 |

### Rich Sex
| Land/Region       | Auszeichnungen für Musikverkäufe (Land/Region, Auszeichnung, Verkäufe) | Verkäufe |
| ----------------- | ---------------------------------------------------------------------- | -------- |
| Australien (ARIA) | Gold                                                                   | 35.000   |
| Insgesamt         | 1× Gold ·                                                              | 35.000   |

### Bed
| Land/Region                  | Auszeichnungen für Musikverkäufe (Land/Region, Auszeichnung, Verkäufe) | Verkäufe  |
| ---------------------------- | ---------------------------------------------------------------------- | --------- |
| Australien (ARIA)            | Platin                                                                 | 70.000    |
| Brasilien (PMB)              | Platin                                                                 | 40.000    |
| Kanada (MC)                  | Platin                                                                 | 80.000    |
| Neuseeland (RMNZ)            | Platin                                                                 | 30.000    |
| Vereinigte Staaten (RIAA)    | Gold                                                                   | 500.000   |
| Vereinigtes Königreich (BPI) | Gold                                                                   | 400.000   |
| Insgesamt                    | 2× Gold · 4× Platin ·                                                  | 1.120.000 |

### The Light Is Coming
| Land/Region       | Auszeichnungen für Musikverkäufe (Land/Region, Auszeichnung, Verkäufe) | Verkäufe |
| ----------------- | ---------------------------------------------------------------------- | -------- |
| Australien (ARIA) | Gold                                                                   | 35.000   |
| Brasilien (PMB)   | Platin                                                                 | 40.000   |
| Insgesamt         | 1× Gold · 1× Platin ·                                                  | 75.000   |

### Fefe
| Land/Region                  | Auszeichnungen für Musikverkäufe (Land/Region, Auszeichnung, Verkäufe) | Verkäufe  |
| ---------------------------- | ---------------------------------------------------------------------- | --------- |
| Brasilien (PMB)              | Platin                                                                 | 40.000    |
| Dänemark (IFPI)              | Gold                                                                   | 45.000    |
| Frankreich (SNEP)            | Platin                                                                 | 200.000   |
| Italien (FIMI)               | Gold                                                                   | 25.000    |
| Kanada (MC)                  | Platin                                                                 | 80.000    |
| Mexiko (AMPROFON)            | 3× Gold                                                                | 90.000    |
| Neuseeland (RMNZ)            | 2× Platin                                                              | 60.000    |
| Niederlande (NVPI)           | Platin                                                                 | 80.000    |
| Norwegen (IFPI)              | Gold                                                                   | 30.000    |
| Schweden (IFPI)              | Platin                                                                 | 80.000    |
| Spanien (Promusicae)         | Gold                                                                   | 30.000    |
| Vereinigte Staaten (RIAA)    | 8× Platin                                                              | 8.000.000 |
| Vereinigtes Königreich (BPI) | Gold                                                                   | 400.000   |
| Insgesamt                    | 6× Gold · 16× Platin ·                                                 | 9.160.000 |

### Barbie Dreams
| Land/Region                  | Auszeichnungen für Musikverkäufe (Land/Region, Auszeichnung, Verkäufe) | Verkäufe |
| ---------------------------- | ---------------------------------------------------------------------- | -------- |
| Australien (ARIA)            | Platin                                                                 | 70.000   |
| Brasilien (PMB)              | Gold                                                                   | 20.000   |
| Neuseeland (RMNZ)            | Platin                                                                 | 30.000   |
| Vereinigte Staaten (RIAA)    | Gold                                                                   | 500.000  |
| Vereinigtes Königreich (BPI) | Silber                                                                 | 200.000  |
| Insgesamt                    | 1× Silber · 2× Gold · 2× Platin ·                                      | 820.000  |

### Goodbye
| Land/Region                  | Auszeichnungen für Musikverkäufe (Land/Region, Auszeichnung, Verkäufe) | Verkäufe  |
| ---------------------------- | ---------------------------------------------------------------------- | --------- |
| Australien (ARIA)            | Platin                                                                 | 70.000    |
| Frankreich (SNEP)            | Gold                                                                   | 100.000   |
| Italien (FIMI)               | Gold                                                                   | 25.000    |
| Kanada (MC)                  | Platin                                                                 | 80.000    |
| Neuseeland (RMNZ)            | Gold                                                                   | 15.000    |
| Österreich (IFPI)            | Gold                                                                   | 15.000    |
| Polen (ZPAV)                 | Gold                                                                   | 10.000    |
| Spanien (Promusicae)         | Gold                                                                   | 30.000    |
| Vereinigte Staaten (RIAA)    | Gold                                                                   | 500.000   |
| Vereinigtes Königreich (BPI) | Gold                                                                   | 400.000   |
| Insgesamt                    | 8× Gold · 2× Platin ·                                                  | 1.245.000 |

### Idol
| Land/Region               | Auszeichnungen für Musikverkäufe (Land/Region, Auszeichnung, Verkäufe) | Verkäufe  |
| ------------------------- | ---------------------------------------------------------------------- | --------- |
| Vereinigte Staaten (RIAA) | Platin                                                                 | 1.000.000 |
| Insgesamt                 | 1× Platin ·                                                            | 1.000.000 |

### Woman Like Me
| Land/Region                  | Auszeichnungen für Musikverkäufe (Land/Region, Auszeichnung, Verkäufe) | Verkäufe  |
| ---------------------------- | ---------------------------------------------------------------------- | --------- |
| Australien (ARIA)            | Platin                                                                 | 70.000    |
| Brasilien (PMB)              | Diamant                                                                | 160.000   |
| Dänemark (IFPI)              | Gold                                                                   | 45.000    |
| Kanada (MC)                  | Gold                                                                   | 40.000    |
| Mexiko (AMPROFON)            | Gold                                                                   | 30.000    |
| Neuseeland (RMNZ)            | Platin                                                                 | 30.000    |
| Norwegen (IFPI)              | Gold                                                                   | 30.000    |
| Polen (ZPAV)                 | Platin                                                                 | 20.000    |
| Schweiz (IFPI)               | Gold                                                                   | 10.000    |
| Vereinigtes Königreich (BPI) | 2× Platin                                                              | 1.200.000 |
| Insgesamt                    | 5× Gold · 5× Platin · 1× Diamant ·                                     | 1.635.000 |

### Dip (Remix)
| Land/Region       | Auszeichnungen für Musikverkäufe (Land/Region, Auszeichnung, Verkäufe) | Verkäufe |
| ----------------- | ---------------------------------------------------------------------- | -------- |
| Neuseeland (RMNZ) | Platin                                                                 | 30.000   |
| Insgesamt         | 1× Platin ·                                                            | 30.000   |

### Good Form
| Land/Region                  | Auszeichnungen für Musikverkäufe (Land/Region, Auszeichnung, Verkäufe) | Verkäufe |
| ---------------------------- | ---------------------------------------------------------------------- | -------- |
| Australien (ARIA)            | Platin                                                                 | 70.000   |
| Brasilien (PMB)              | Platin                                                                 | 40.000   |
| Vereinigtes Königreich (BPI) | Silber                                                                 | 200.000  |
| Insgesamt                    | 1× Silber · 2× Platin ·                                                | 310.000  |

### Wobble Up
| Land/Region               | Auszeichnungen für Musikverkäufe (Land/Region, Auszeichnung, Verkäufe) | Verkäufe |
| ------------------------- | ---------------------------------------------------------------------- | -------- |
| Vereinigte Staaten (RIAA) | Gold                                                                   | 500.000  |
| Insgesamt                 | 1× Gold ·                                                              | 500.000  |

### Megatron
| Land/Region                  | Auszeichnungen für Musikverkäufe (Land/Region, Auszeichnung, Verkäufe) | Verkäufe  |
| ---------------------------- | ---------------------------------------------------------------------- | --------- |
| Australien (ARIA)            | Gold                                                                   | 35.000    |
| Brasilien (PMB)              | Platin                                                                 | 40.000    |
| Kanada (MC)                  | Gold                                                                   | 40.000    |
| Vereinigte Staaten (RIAA)    | Platin                                                                 | 1.000.000 |
| Vereinigtes Königreich (BPI) | Silber                                                                 | 200.000   |
| Insgesamt                    | 1× Silber · 2× Gold · 2× Platin ·                                      | 1.315.000 |

### Hot Girl Summer
| Land/Region                  | Auszeichnungen für Musikverkäufe (Land/Region, Auszeichnung, Verkäufe) | Verkäufe  |
| ---------------------------- | ---------------------------------------------------------------------- | --------- |
| Kanada (MC)                  | 2× Platin                                                              | 160.000   |
| Neuseeland (RMNZ)            | Platin                                                                 | 30.000    |
| Vereinigte Staaten (RIAA)    | 2× Platin                                                              | 2.000.000 |
| Vereinigtes Königreich (BPI) | Silber                                                                 | 200.000   |
| Insgesamt                    | 1× Silber · 5× Platin ·                                                | 2.390.000 |

### Tusa
| Land/Region                  | Auszeichnungen für Musikverkäufe (Land/Region, Auszeichnung, Verkäufe) | Verkäufe   |
| ---------------------------- | ---------------------------------------------------------------------- | ---------- |
| Argentinien (CAPIF)          | 4× Platin                                                              | 80.000     |
| Belgien (BRMA)               | Gold                                                                   | 20.000     |
| Brasilien (PMB)              | 3× Diamant                                                             | 480.000    |
| Chile (IFPI)                 | 4× Platin                                                              | 800.000    |
| Deutschland (BVMI)           | Gold                                                                   | 200.000    |
| Ecuador (SOPROFON)           | 3× Platin                                                              | 18.000     |
| Frankreich (SNEP)            | Diamant                                                                | 333.333    |
| Italien (FIMI)               | 2× Platin                                                              | 140.000    |
| Kanada (MC)                  | Platin                                                                 | 80.000     |
| Kolumbien (ASINCOL)          | 12× Diamant                                                            | 2.400.000  |
| Mexiko (AMPROFON)            | 21× Diamant · + 7× Gold                                                | 6.510.000  |
| Neuseeland (RMNZ)            | Gold                                                                   | 15.000     |
| Peru (UNIMPRO)               | 2× Platin                                                              | 12.000     |
| Polen (ZPAV)                 | Platin                                                                 | 20.000     |
| Portugal (AFP)               | 4× Platin                                                              | 40.000     |
| Spanien (Promusicae)         | 9× Platin                                                              | 360.000    |
| Uruguay (CUD)                | 3× Platin                                                              | 9.000      |
| Vereinigte Staaten (RIAA)    | 41× Platin                                                             | 2.460.000  |
| Vereinigtes Königreich (BPI) | Silber                                                                 | 200.000    |
| Zentralamerika (CFC)         | Diamant                                                                | 350.000    |
| Insgesamt                    | 1× Silber · 4× Gold · 37× Platin · 42× Diamant ·                       | 14.527.333 |

### Yikes
| Land/Region               | Auszeichnungen für Musikverkäufe (Land/Region, Auszeichnung, Verkäufe) | Verkäufe  |
| ------------------------- | ---------------------------------------------------------------------- | --------- |
| Australien (ARIA)         | Gold                                                                   | 35.000    |
| Brasilien (PMB)           | Gold                                                                   | 20.000    |
| Vereinigte Staaten (RIAA) | Platin                                                                 | 1.000.000 |
| Insgesamt                 | 2× Gold · 1× Platin ·                                                  | 1.055.000 |

### Trollz
| Land/Region               | Auszeichnungen für Musikverkäufe (Land/Region, Auszeichnung, Verkäufe) | Verkäufe  |
| ------------------------- | ---------------------------------------------------------------------- | --------- |
| Vereinigte Staaten (RIAA) | Platin                                                                 | 1.000.000 |
| Insgesamt                 | 1× Platin ·                                                            | 1.000.000 |

### Boyz
| Land/Region                  | Auszeichnungen für Musikverkäufe (Land/Region, Auszeichnung, Verkäufe) | Verkäufe |
| ---------------------------- | ---------------------------------------------------------------------- | -------- |
| Vereinigtes Königreich (BPI) | Silber                                                                 | 200.000  |
| Insgesamt                    | 1× Silber ·                                                            | 200.000  |

### Do We Have a Problem?
| Land/Region               | Auszeichnungen für Musikverkäufe (Land/Region, Auszeichnung, Verkäufe) | Verkäufe |
| ------------------------- | ---------------------------------------------------------------------- | -------- |
| Vereinigte Staaten (RIAA) | Gold                                                                   | 500.000  |
| Insgesamt                 | 1× Gold ·                                                              | 500.000  |

### Blick Blick
| Land/Region               | Auszeichnungen für Musikverkäufe (Land/Region, Auszeichnung, Verkäufe) | Verkäufe |
| ------------------------- | ---------------------------------------------------------------------- | -------- |
| Vereinigte Staaten (RIAA) | Gold                                                                   | 500.000  |
| Insgesamt                 | 1× Gold ·                                                              | 500.000  |

### Super Freaky Girl
| Land/Region                  | Auszeichnungen für Musikverkäufe (Land/Region, Auszeichnung, Verkäufe) | Verkäufe  |
| ---------------------------- | ---------------------------------------------------------------------- | --------- |
| Australien (ARIA)            | 4× Platin                                                              | 280.000   |
| Dänemark (IFPI)              | Gold                                                                   | 45.000    |
| Italien (FIMI)               | Gold                                                                   | 50.000    |
| Neuseeland (RMNZ)            | Platin                                                                 | 30.000    |
| Polen (ZPAV)                 | Platin                                                                 | 50.000    |
| Vereinigte Staaten (RIAA)    | 2× Platin                                                              | 2.000.000 |
| Vereinigtes Königreich (BPI) | Platin                                                                 | 600.000   |
| Insgesamt                    | 3× Gold · 9× Platin ·                                                  | 3.055.000 |

### Tukoh Taka
| Land/Region  | Auszeichnungen für Musikverkäufe (Land/Region, Auszeichnung, Verkäufe) | Verkäufe |
| ------------ | ---------------------------------------------------------------------- | -------- |
| Polen (ZPAV) | Gold                                                                   | 25.000   |
| Insgesamt    | 1× Gold ·                                                              | 25.000   |

### Red Ruby da Sleeze
| Land/Region               | Auszeichnungen für Musikverkäufe (Land/Region, Auszeichnung, Verkäufe) | Verkäufe  |
| ------------------------- | ---------------------------------------------------------------------- | --------- |
| Australien (ARIA)         | Gold                                                                   | 35.000    |
| Vereinigte Staaten (RIAA) | Platin                                                                 | 1.000.000 |
| Insgesamt                 | 1× Gold · 1× Platin ·                                                  | 1.035.000 |

### Princess Diana (Remix)
| Land/Region                  | Auszeichnungen für Musikverkäufe (Land/Region, Auszeichnung, Verkäufe) | Verkäufe  |
| ---------------------------- | ---------------------------------------------------------------------- | --------- |
| Kanada (MC)                  | Platin                                                                 | 80.000    |
| Vereinigte Staaten (RIAA)    | Platin                                                                 | 1.000.000 |
| Vereinigtes Königreich (BPI) | Silber                                                                 | 200.000   |
| Insgesamt                    | 1× Silber · 2× Platin ·                                                | 1.280.000 |

### Alone
| Land/Region     | Auszeichnungen für Musikverkäufe (Land/Region, Auszeichnung, Verkäufe) | Verkäufe |
| --------------- | ---------------------------------------------------------------------- | -------- |
| Brasilien (PMB) | Gold                                                                   | 20.000   |
| Kanada (MC)     | Gold                                                                   | 40.000   |
| Polen (ZPAV)    | Gold                                                                   | 25.000   |
| Insgesamt       | 3× Gold ·                                                              | 85.000   |

### Barbie World
| Land/Region                  | Auszeichnungen für Musikverkäufe (Land/Region, Auszeichnung, Verkäufe) | Verkäufe |
| ---------------------------- | ---------------------------------------------------------------------- | -------- |
| Australien (ARIA)            | Platin                                                                 | 70.000   |
| Dänemark (IFPI)              | Gold                                                                   | 45.000   |
| Frankreich (SNEP)            | Gold                                                                   | 100.000  |
| Italien (FIMI)               | Gold                                                                   | 50.000   |
| Kanada (MC)                  | Platin                                                                 | 80.000   |
| Neuseeland (RMNZ)            | Gold                                                                   | 15.000   |
| Polen (ZPAV)                 | Gold                                                                   | 25.000   |
| Südafrika (RISA)             | Gold                                                                   | 10.000   |
| Vereinigtes Königreich (BPI) | Gold                                                                   | 400.000  |
| Insgesamt                    | 7× Gold · 2× Platin ·                                                  | 795.000  |

### FTCU
| Land/Region               | Auszeichnungen für Musikverkäufe (Land/Region, Auszeichnung, Verkäufe) | Verkäufe  |
| ------------------------- | ---------------------------------------------------------------------- | --------- |
| Vereinigte Staaten (RIAA) | Platin                                                                 | 1.000.000 |
| Insgesamt                 | 1× Platin ·                                                            | 1.000.000 |

## Auszeichnungen nach Liedern

### Up All Night
| Land/Region                  | Auszeichnungen für Musikverkäufe (Land/Region, Auszeichnung, Verkäufe) | Verkäufe  |
| ---------------------------- | ---------------------------------------------------------------------- | --------- |
| Australien (ARIA)            | Gold                                                                   | 35.000    |
| Vereinigte Staaten (RIAA)    | Platin                                                                 | 1.000.000 |
| Vereinigtes Königreich (BPI) | Silber                                                                 | 200.000   |
| Insgesamt                    | 1× Silber · 1× Gold · 1× Platin ·                                      | 1.235.000 |

### I Luv Dem Strippers
| Land/Region               | Auszeichnungen für Musikverkäufe (Land/Region, Auszeichnung, Verkäufe) | Verkäufe |
| ------------------------- | ---------------------------------------------------------------------- | -------- |
| Vereinigte Staaten (RIAA) | Gold                                                                   | 500.000  |
| Insgesamt                 | 1× Gold ·                                                              | 500.000  |

### Dark Fantasy
| Land/Region                  | Auszeichnungen für Musikverkäufe (Land/Region, Auszeichnung, Verkäufe) | Verkäufe |
| ---------------------------- | ---------------------------------------------------------------------- | -------- |
| Vereinigte Staaten (RIAA)    | Gold                                                                   | 500.000  |
| Vereinigtes Königreich (BPI) | Silber                                                                 | 200.000  |
| Insgesamt                    | 1× Silber · 1× Gold ·                                                  | 700.000  |

### Bad for You
| Land/Region               | Auszeichnungen für Musikverkäufe (Land/Region, Auszeichnung, Verkäufe) | Verkäufe |
| ------------------------- | ---------------------------------------------------------------------- | -------- |
| Vereinigte Staaten (RIAA) | Gold                                                                   | 500.000  |
| Insgesamt                 | 1× Gold ·                                                              | 500.000  |

### Majesty
| Land/Region       | Auszeichnungen für Musikverkäufe (Land/Region, Auszeichnung, Verkäufe) | Verkäufe |
| ----------------- | ---------------------------------------------------------------------- | -------- |
| Australien (ARIA) | Gold                                                                   | 35.000   |
| Brasilien (PMB)   | Gold                                                                   | 20.000   |
| Insgesamt         | 2× Gold ·                                                              | 55.000   |

### Mama
| Land/Region               | Auszeichnungen für Musikverkäufe (Land/Region, Auszeichnung, Verkäufe) | Verkäufe |
| ------------------------- | ---------------------------------------------------------------------- | -------- |
| Vereinigte Staaten (RIAA) | Gold                                                                   | 500.000  |
| Insgesamt                 | 1× Gold ·                                                              | 500.000  |

### Bad to You
| Land/Region     | Auszeichnungen für Musikverkäufe (Land/Region, Auszeichnung, Verkäufe) | Verkäufe |
| --------------- | ---------------------------------------------------------------------- | -------- |
| Brasilien (PMB) | Gold                                                                   | 20.000   |
| Insgesamt       | 1× Gold ·                                                              | 20.000   |

### Boo’d Up (Remix)
| Land/Region       | Auszeichnungen für Musikverkäufe (Land/Region, Auszeichnung, Verkäufe) | Verkäufe |
| ----------------- | ---------------------------------------------------------------------- | -------- |
| Neuseeland (RMNZ) | Gold                                                                   | 15.000   |
| Insgesamt         | 1× Gold ·                                                              | 15.000   |

### Runnin
| Land/Region     | Auszeichnungen für Musikverkäufe (Land/Region, Auszeichnung, Verkäufe) | Verkäufe |
| --------------- | ---------------------------------------------------------------------- | -------- |
| Brasilien (PMB) | Platin                                                                 | 40.000   |
| Insgesamt       | 1× Platin ·                                                            | 40.000   |

### Familia
| Land/Region     | Auszeichnungen für Musikverkäufe (Land/Region, Auszeichnung, Verkäufe) | Verkäufe |
| --------------- | ---------------------------------------------------------------------- | -------- |
| Brasilien (PMB) | Gold                                                                   | 20.000   |
| Insgesamt       | 1× Gold ·                                                              | 20.000   |

## Auszeichnungen nach Musikstreamings

### Where Them Girls At
| Land/Region     | Auszeichnungen für Musikverkäufe (Land/Region, Auszeichnung, Verkäufe) | Verkäufe |
| --------------- | ---------------------------------------------------------------------- | -------- |
| Dänemark (IFPI) | Platin                                                                 | 900.000  |
| Insgesamt       | 1× Platin ·                                                            | 900.000  |

### Turn Me On
| Land/Region     | Auszeichnungen für Musikverkäufe (Land/Region, Auszeichnung, Verkäufe) | Verkäufe |
| --------------- | ---------------------------------------------------------------------- | -------- |
| Dänemark (IFPI) | Platin                                                                 | 900.000  |
| Insgesamt       | 1× Platin ·                                                            | 900.000  |

### Starships
| Land/Region     | Auszeichnungen für Musikverkäufe (Land/Region, Auszeichnung, Verkäufe) | Verkäufe  |
| --------------- | ---------------------------------------------------------------------- | --------- |
| Dänemark (IFPI) | 2× Platin                                                              | 3.600.000 |
| Insgesamt       | 2× Platin ·                                                            | 3.600.000 |

### Pound the Alarm
| Land/Region     | Auszeichnungen für Musikverkäufe (Land/Region, Auszeichnung, Verkäufe) | Verkäufe |
| --------------- | ---------------------------------------------------------------------- | -------- |
| Dänemark (IFPI) | Gold                                                                   | 900.000  |
| Insgesamt       | 1× Gold ·                                                              | 900.000  |

### Beauty and a Beat
| Land/Region     | Auszeichnungen für Musikverkäufe (Land/Region, Auszeichnung, Verkäufe) | Verkäufe  |
| --------------- | ---------------------------------------------------------------------- | --------- |
| Dänemark (IFPI) | Platin                                                                 | 1.800.000 |
| Insgesamt       | 1× Platin ·                                                            | 1.800.000 |

### Bang Bang
| Land/Region          | Auszeichnungen für Musikverkäufe (Land/Region, Auszeichnung, Verkäufe) | Verkäufe   |
| -------------------- | ---------------------------------------------------------------------- | ---------- |
| Dänemark (IFPI)      | Platin                                                                 | 2.600.000  |
| Japan (RIAJ)         | Gold                                                                   | 50.000.000 |
| Spanien (Promusicae) | Platin                                                                 | 8.000.000  |
| Insgesamt            | 1× Gold · 2× Platin ·                                                  | 60.600.000 |

## Statistik und Quellen
| Land/RegionAuszeichnungen für Musikverkäufe (Land/Region, Auszeichnungen, Verkäufe, Quellen) | Silber       | Gold         | Platin         | Diamant       | Verkäufe    | Quellen                           |
| -------------------------------------------------------------------------------------------- | ------------ | ------------ | -------------- | ------------- | ----------- | --------------------------------- |
| Argentinien (CAPIF)                                                                          | —            | —            | 4× Platin4     | —             | 80.000      | Einzelnachweise                   |
| Australien (ARIA)                                                                            | —            | 14× Gold14   | 113× Platin113 | —             | 8.435.000   | aria.com.au                       |
| Belgien (BRMA)                                                                               | —            | 5× Gold5     | 3× Platin3     | —             | 170.000     | ultratop.be                       |
| Brasilien (PMB)                                                                              | —            | 17× Gold17   | 25× Platin25   | 15× Diamant15 | 4.820.000   | pro-musicabr.org.br               |
| Chile (IFPI)                                                                                 | —            | —            | 4× Platin4     | —             | 800.000     | Einzelnachweise                   |
| Dänemark (IFPI)                                                                              | —            | 12× Gold12   | 13× Platin13   | —             | 930.000     | ifpi.dk                           |
| Deutschland (BVMI)                                                                           | —            | 8× Gold8     | 7× Platin7     | —             | 4.000.000   | musikindustrie.de                 |
| Ecuador (SOPROFON)                                                                           | —            | —            | 3× Platin3     | —             | 18.000      | Einzelnachweise                   |
| Frankreich (SNEP)                                                                            | —            | 5× Gold5     | 3× Platin3     | 2× Diamant2   | 1.949.398   | snepmusique.com                   |
| Irland (IRMA)                                                                                | —            | —            | Platin1        | —             | 15.000      | irishcharts.ie                    |
| Italien (FIMI)                                                                               | —            | 10× Gold10   | 18× Platin18   | —             | 1.245.000   | fimi.it                           |
| Japan (RIAJ)                                                                                 | —            | 4× Gold4     | Platin1        | —             | 550.000     | riaj.or.jp JP2                    |
| Kanada (MC)                                                                                  | —            | 9× Gold9     | 49× Platin49   | —             | 4.270.000   | musiccanada.com                   |
| Kolumbien (ASINCOL)                                                                          | —            | —            | —              | 12× Diamant12 | 2.400.000   | Einzelnachweise                   |
| Mexiko (AMPROFON)                                                                            | —            | 4× Gold4     | 8× Platin8     | 21× Diamant21 | 6.900.000   | amprofon.com.mx                   |
| Neuseeland (RMNZ)                                                                            | —            | 10× Gold10   | 66× Platin66   | —             | 1.957.500   | aotearoamusiccharts.co.nz NZ2 NZ3 |
| Niederlande (NVPI)                                                                           | —            | —            | 5× Platin5     | —             | 230.000     | nvpi.nl                           |
| Norwegen (IFPI)                                                                              | —            | 5× Gold5     | 17× Platin17   | —             | 945.000     | ifpi.no                           |
| Österreich (IFPI)                                                                            | —            | 4× Gold4     | 3× Platin3     | —             | 150.000     | ifpi.at                           |
| Peru (UNIMPRO)                                                                               | —            | —            | 2× Platin2     | —             | 12.000      | Einzelnachweise                   |
| Philippinen (PARI)                                                                           | —            | Gold1        | —              | —             | 7.500       | Einzelnachweise                   |
| Polen (ZPAV)                                                                                 | —            | 8× Gold8     | 16× Platin16   | —             | 760.000     | olis.pl                           |
| Portugal (AFP)                                                                               | —            | —            | 9× Platin9     | —             | 90.000      | Einzelnachweise                   |
| Schweden (IFPI)                                                                              | —            | 5× Gold5     | 16× Platin16   | —             | 1.060.000   | sverigetopplistan.se              |
| Schweiz (IFPI)                                                                               | —            | Gold1        | 7× Platin7     | —             | 220.000     | hitparade.ch                      |
| Spanien (Promusicae)                                                                         | —            | 6× Gold6     | 20× Platin20   | —             | 1.050.000   | elportaldemusica.es               |
| Südafrika (RISA)                                                                             | —            | Gold1        | —              | —             | 10.000      | Einzelnachweise                   |
| Ungarn (MAHASZ)                                                                              | —            | 2× Gold2     | —              | —             | 4.000       | slagerlistak.hu                   |
| Uruguay (CUD)                                                                                | —            | —            | 3× Platin3     | —             | 9.000       | Einzelnachweise                   |
| Vereinigte Staaten (RIAA)                                                                    | —            | 27× Gold27   | 141× Platin141 | 7× Diamant7   | 193.505.000 | riaa.com                          |
| Vereinigtes Königreich (BPI)                                                                 | 21× Silber21 | 18× Gold18   | 34× Platin34   | —             | 30.800.000  | bpi.co.uk                         |
| Zentralamerika (CFC)                                                                         | —            | —            | —              | Diamant1      | 350.000     | cfc-musica.com                    |
| Insgesamt                                                                                    | 21× Silber21 | 175× Gold175 | 592× Platin592 | 58× Diamant58 |             |                                   |